# تاريخ إيطاليا
كانت إيطاليا منذ فجر تاريخها مصدر للتأثيرات الحضارية القادمة من الشرق منذ أقدم الأزمنة، وتكاد تنعزل عن وسط أوروبا بسلسلة جبال الألب الضخمة، لولا وجود معابر ومفازات جبلية تربطها بما يحيط بها من القارة.

## السكان وأصل التسمية
أصل الإيطاليين فيقول عنه أرسطو: «يقول أصدق الناس حكمًا في هذا البلد إنه لما أصبح إيطالس Italus ملك أئنتريا Oenotria بدَّل أهل البلاد اسمهم فلم يعودوا يسمون أنفسهم أئنتوريين بل تسموا إيطاليين (7)». ولقد كانت أئنتريا هي مكان الإصبع الكبرى في الحذاء الإيطالي، ومعنى هذا اللفظ هو «أرض النبيذ» لكثرة ما كان فيها من الكروم. ويقول توكيديدس Thucydides إن إيطالس هذا كان ملك الصقليين الذين احتلوا أئنتريا في طريقهم لاحتلال جزيرة صقلية وتسميتها بهذا الاسم (8). وكما أن الرومان قد أطلقوا على الهلينيين جميعًا اسم الأغارقة، وهو اسم جماعة قليلة هاجرت من شمال أتيكا Attica إلى نابلي، فكذلك توسع الإغريق في معنى إيطاليا حتى شمل هذا الاسم جميع أرض شبه الجزيرة من جنوب نهر البو Po إلى أقصى طرفها الجنوبي.

## إيطاليا قبل التاريخ

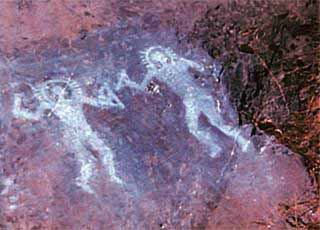
"فضائيون قدماء" نقوش ما قبل التاريخ، Valcamonica, Lombardy, ca. 10,000 BC.

تشير المخلفات الأثرية إلى أن السهول الإيطالية كانت مأهولة بالسكان منذ مايزيد على ثلاثين ألف عام، وتدل المكتشفات على أن مظاهر ثقافة العصر الحجري الحديث كانت من إنتاج أقوام خليطة، أطلق عليهم اسم الليغوريين Ligurians، كانوا على شيء من الحضارة إذ كانوا يبنون أكواخهم من القش والطين، ويدجنون الحيوانات ويستخدمون أسلحة مصقولة من الحجارة.

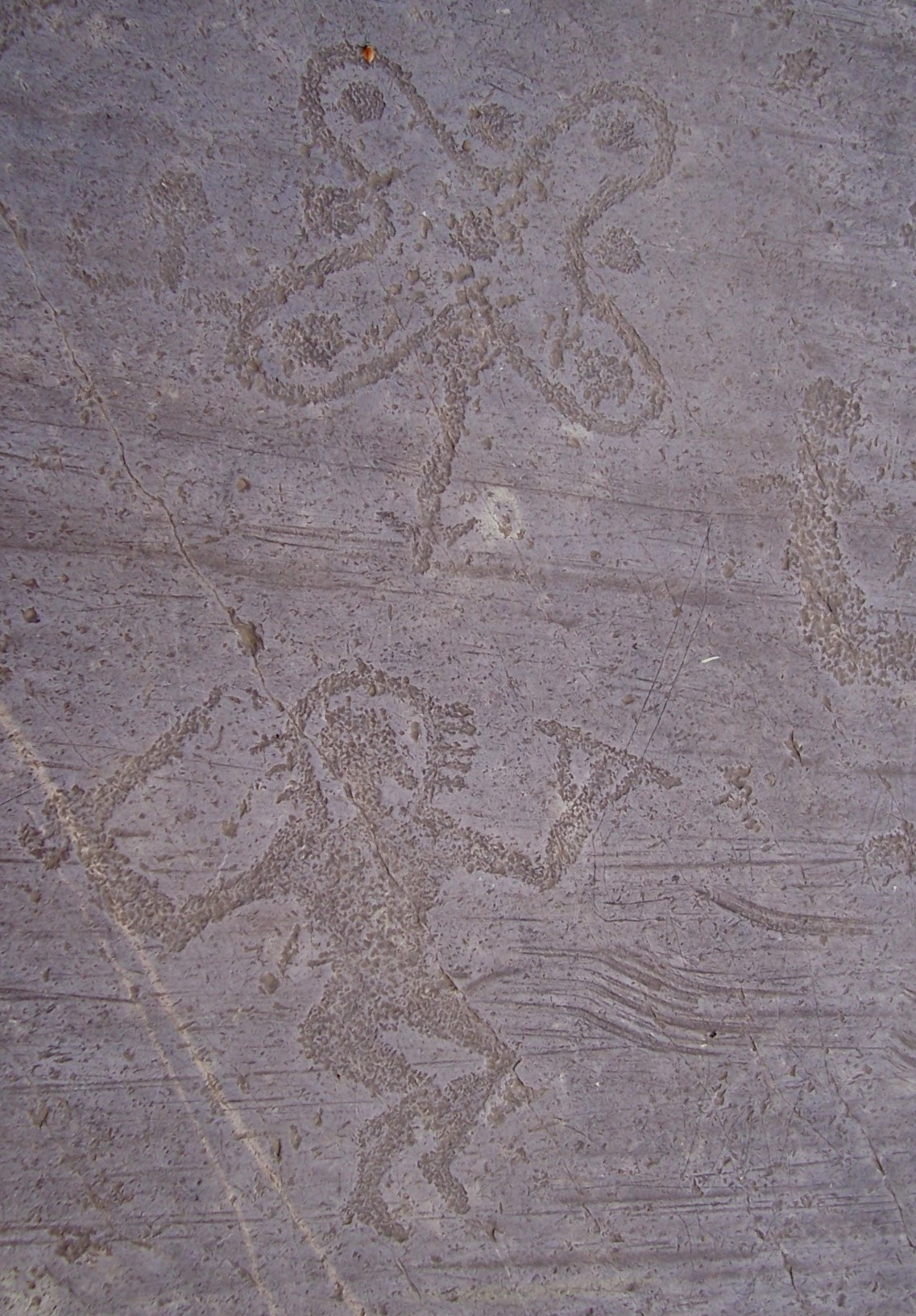
نقوش ما قبل التاريخ in Foppe of Nadro.

وقد توالت على إيطاليا عدة موجات بشرية، وصلت إليها قبل العام 2000 ق.م، واحتلت القسم الشمالي والأوسط من إيطالية. ولقد حملت هذه القبائل معها لغاتها التي تنتمي إلى مجموعة اللغات الهندية ـ الأوربية، وفرضتها بعد اندماجها مع السكان الأصليين. وقد عملت هذه القبائل على استصلاح الأراضي وفلاحتها، وعرفت صناعة النسيج، وصنعت أسلحتها من الحديد، وبذلك دخلت إيطالية في الألف الأول قبل الميلاد عصر ما قبيل التاريخ وأنتجت حضارة دعيت باسم «الحضارة الڤيلانوڤية». وكانت أولى هذه القبائل الغازية قبائل الڤنتي Veneti وتلتها قبائل كثيرة أخرى أهمها اللاتينيون والسابينيون والأمُبريون والبيشنتي Picentes والسامنتيون Samnites وغيرهم.
وما من شك في أن فصولاً كثيرة من تاريخ إيطاليا لا تزال مطمورة في أطباق ثراها المزدحم بالأهلين. ويدل ما كشف فيها من آثار ثقافة العصر الحجري القديم على أن سهولها كانت عامرة بالسكان قبل ميلاد المسيح بثلاثين ألف عام على أقل تقدير. ثم ظهرت فيها ثقافة تنتمي إلى العصر الحجري الحديث بين عامي 10.000,6000 قبل الميلاد: وكان أصحاب هذه الحضارة أقوامًا طوال الرؤوس تسميهم الروايات القديمة لجوري Liguri أو صقلي Siceli، وكانوا يصنعون الفخار الساذج الخشن ويزينونه بنقوش مؤلفة من خطوط. كذلك كان هؤلاء أدوات وأسلحة من الحجارة المصقولة، ويؤنسون الحيوان ويصيدونه هو والسمك، ويدفنون موتاهم. ومنهم من كانوا يسكنون الكهوف، ومنهم آخرون يسكنون أكواخًا من القش والطين. ومن هذه الأكواخ الأسطوانية تدرج فن العمارة تدرجاً مستمراً حتى وصل إلى «بيت رميولوس Romulus» المستدير القائم على البلاتين platinum وإلى هيكل فستا Vesta في السوق العامة Forum وقبر هدريان Hadrian الفخم.
وغزت قبائل من أوروبا الوسطى شمالي إيطاليا حوالي عام 2000 ق.م ولعل هذا الغزو لم يكن الأول من نوعه. وقد أدخلوا في البلاد عادة إقامة المباني على قوائم خشبية في الماء ليتقوا هجمات الوحوش والآدميين. واستقر هؤلاء الغزاة في بحيرات جاردا Garda ، وكومو Como، وميجوري Maggiore وغيرها من البحيرات الساحرة التي لا تزال تغري الأجانب بالذهاب إلى إيطاليا؛ ثم نزحوا فيما بعد إلى جنوب البلاد، فلما لم يجدوا فيها من البحيرات الكثيرة ما كانوا يجدونه في الشمال، أقاموا مساكنهم على الأرض اليابسة، ولكنهم رفعوها أيضاً على أسس من القوائم الخشبية. وكان من عادتهم أن يحيطوا هذه المساكن بالأسوار والخنادق، وقد انتقلت هذه العادة إلى غير إيطاليا وأضحت من المظاهر المألوفة في المعسكرات الرومانية وفي قصور العصور الوسطى. وكانوا يشتغلون برعي الماشية والضأن، وفلاحة الأرض، وصناعة النسيج، وحرق الفخار، وصناعة العدد الجم من الآلات والأسلحة البرونزية، ومنها الأمشاط ومشابك الشعر والأمواس والملاقط وغيرها من الأدوات التي لا يكاد الإنسان يصدق أنها ظهرت في ذلك العهد البعيد. وكان البرونز قد ظهر في إيطاليا في أواخر أيام العصر الحجري الحديث (حوالي 2500 ق.م)(9). وكانوا يتركون فضلات منازلهم تتراكم حول قراهم، وبلغ من كثرتها أن أطلق على ثقافتهم اسم ثقافة تراماره Terramare- أي الثمط الأرضي- وهي نفايات غنية بالعناصر المخصبة. ومبلغ علمنا أن هؤلاء الأقوام هم الأسلاف الأقربون للكثرة العظمى من سكان إيطاليا في العصور التاريخية.
وأخذ المقيمون في وادي البو من أبناء أهل هذه الأثماط استخدام الحديد عن ألمانيا، وصنعوا منه أدوات خيرًا من ادواتهم السابقة، واستعانوا بها على نشر ثقافتهم الفلانوفية من مركزها في فلانوفا Villanova القريبة من مدينة بولونيا Bologna إلى أقاصي جنوب إيطاليا. ومن حقنا أن نعتقد أن دماء الأمبريين Umbrians والسابين Sabines واللاتين Latins ولغاتهم، وأهم فنونهم، كلها مستمدة من هؤلاء الأقوام. ثم حدثت هجرة أخرى جديدة حوالي عام 800 ق.م أخضع أصحابها الفلانوفيين وأنشئوا بين نهر التيبر وجبال الألب أعجب حضارة في سجلات الجنس البشري.

### الحضارة النوراجية

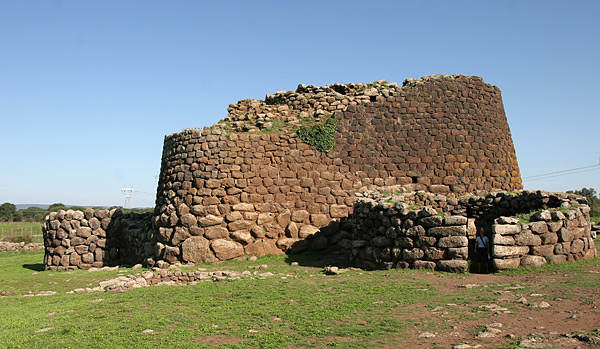
Losa نوراك، حوالي 1,500 ق.م..

## الإتروسكيون

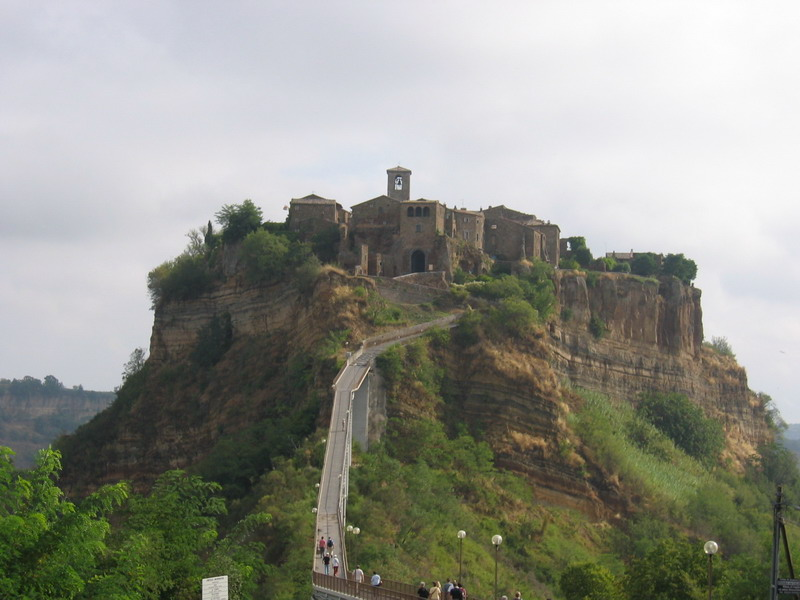
Etruscan walled town, Civita di Bagnoregio.

كما احتل الإتروسكيون مركز الزعامة في شبه الجزيرة الإيطالية، ومن المرجح أنهم من أصل آسيوي. قدموا إيطالية بحراً وأخضعوا معظمها لسيطرتهم في القرن السادس قبل الميلاد. وكانوا على درجة عالية من الحضارة، وقد انتزعوا من الإغريق السيطرة على البحر التيراني، ولكنهم اضطروا فيما بعد إلى التخلي عن مدينة رومة، كما تعرضوا لاجتياح قبائل الغال الكلتية من الشمال ومقاومة ضارية من القبائل اللاتينية في وسط إيطالية مما أجبرهم على إخلاء ممتلكاتهم خارج موطنهم الأساسي إترورية في القرن الرابع ق.م. ومنذ ذلك الوقت أخذت السلطة الأتروسكية بالانحلال والتلاشي، في حين أخذ شأن رومة يرتفع حتى أصبحت سيدة شبه الجزيرة الإيطالية. ومن الأقوام الغازية لإيطالية الكلتيون الذين انقضّوا عليها في مطلع القرن الرابع ق.م واستخلصوا من الأتروسكيين سهل البو، ومالبثوا أن اندمجوا معهم وتأثروا بحضارتهم.

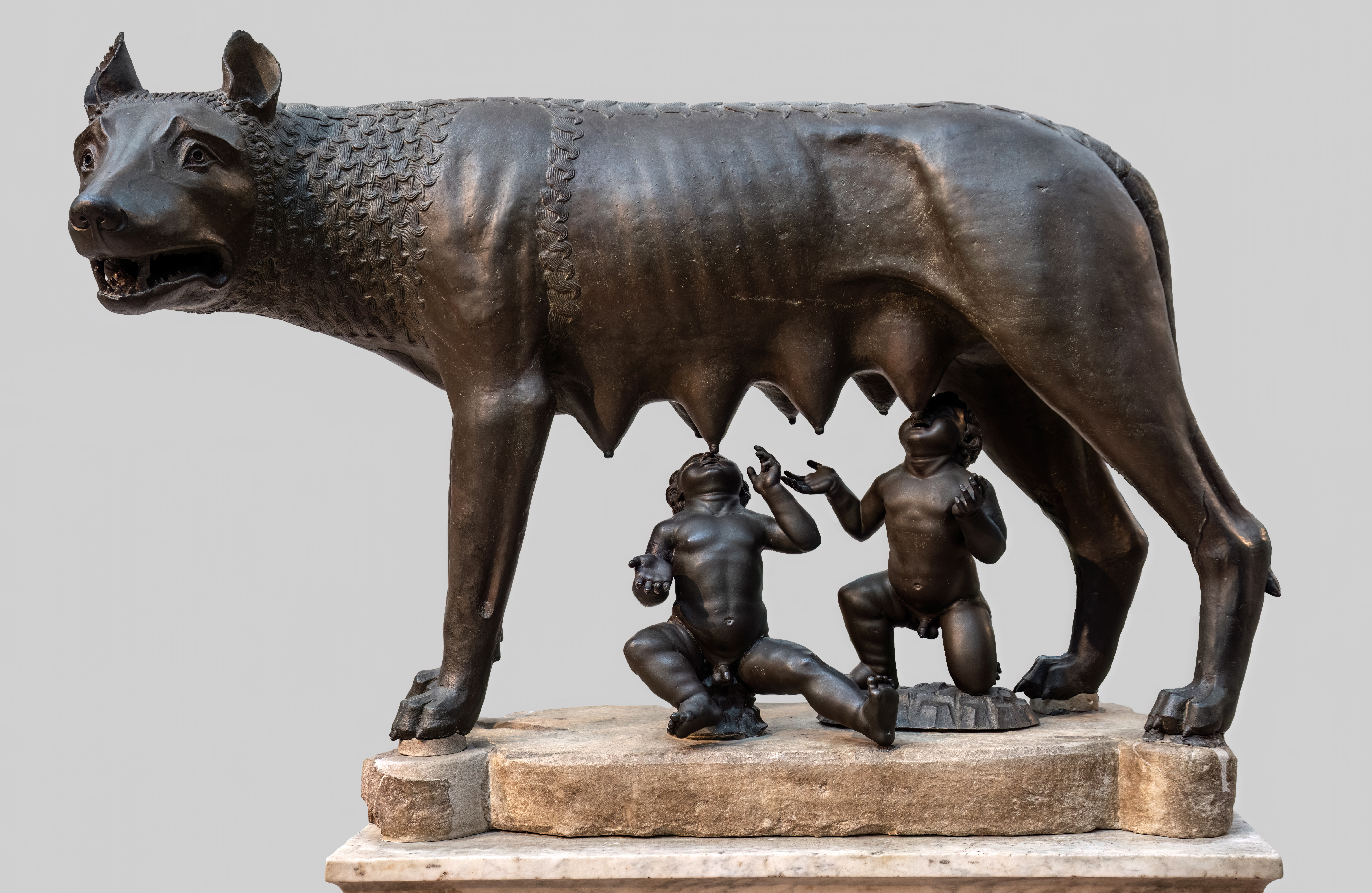
The wolf, feeding the twins رومولوس ورموس, probably the most famous legend of the founding of the city.

أما تسمية هذه البلاد بإيطالية فهي من أصل إغريقي، وعلى كلٍّ فإن الوحدة السياسية لهذه البلاد لم تتحقق سريعاً بسبب هذا الخليط من السكان الذين يتكلمون لغات شتى وينتمون إلى أصول مختلفة، وقد فرضتها رومة بقوة السلاح، وعندما سقطت الامبراطورية الرومانية الغربية كان على إيطالية أن تنتظر أربعة عشر قرناً لتحقق وحدتها القومية من جديد.

## نشوء روما والعهد الملكي

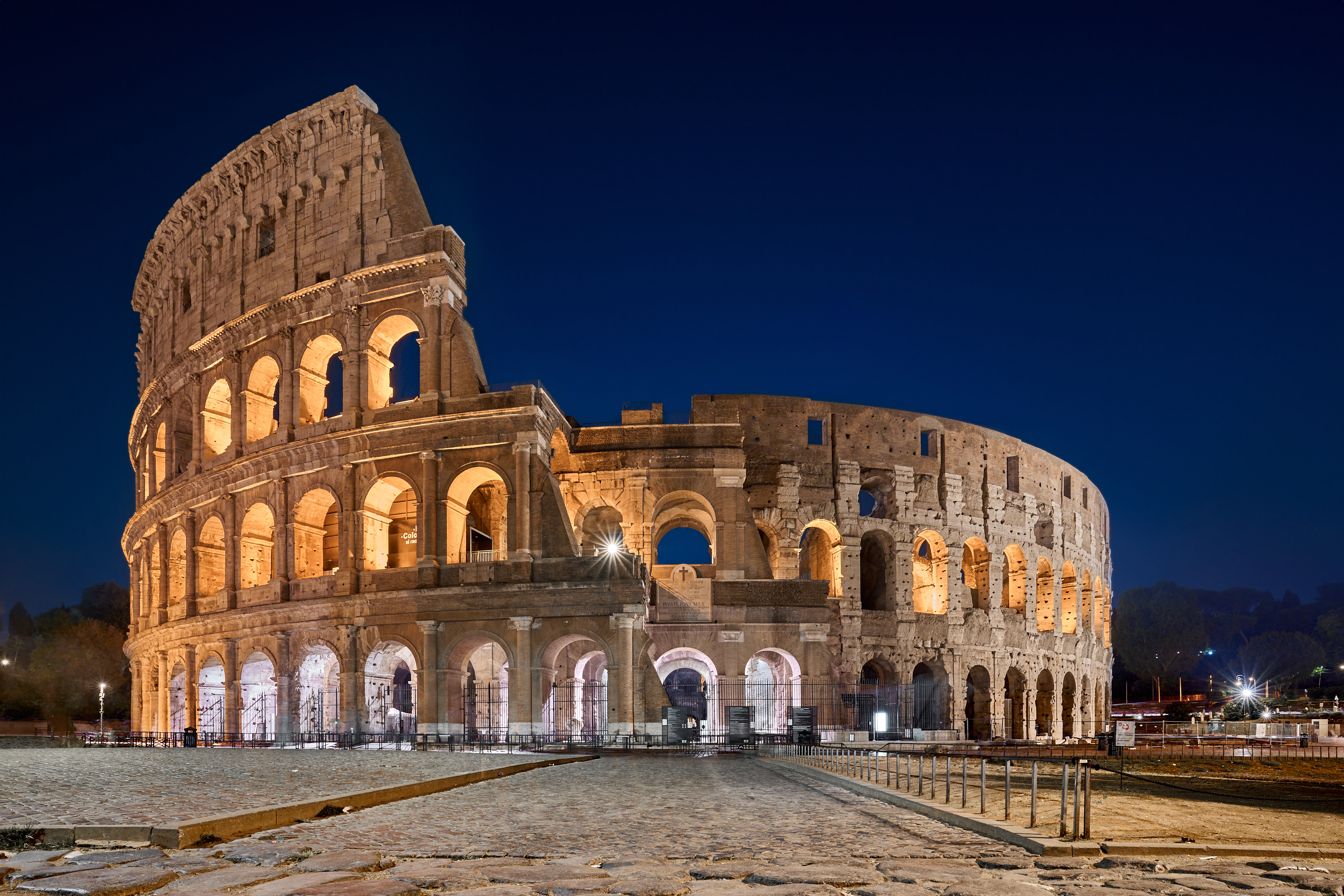
الكولوسيوم في روما، بُني في القرن الأول الميلادي

ثمة أسطورة متداولة حول تأسيس روما، ترمي إلى وضع تفسير درامي وبطولي لنشوئها، ومن المرجح أن اسم «رومة» أُطلق على هذه المدينة بعد أن وحَّد الإتروسكيون تلالها السبعة. وقد استمر حكم ملوكهم للمدينة وحسب الروايات حتى عام 509 ق.م. في حين تشير بعض الدراسات الحديثة إلى أن زوال النفوذ الإتروسكي كان نحو عام 475 ق.م.

### العهد الجمهوري
تم الانتقال إلى الحكم الجمهوري إثر هزيمة الإتروسكيين وإجلائهم عن روما، وتلا ذلك قيام نزاعات بين المدن اللاتينية من جهة وروما التي تريد فرض سلطتها على تلك المدن من جهة أخرى، وكان على الرومان أن يقاتلوا شعوباً أخرى يختلفون عنهم عرقاً ولغةً ليفرضوا سيطرتهم ويجعلوا من رومة دولة مرهوبة الجانب في إيطالية، ثم في حوض البحر المتوسط.
ثم وجدت روما نفسها أمام مشكلات جديدة تعود إلى أطماعها الاستعمارية والاقتصادية، مما زجّها بحروب طويلة مع قرطاجة ومقدونية، لكنها تمكنت من الانتصار عليهما كما فرضت سيطرتها على غالية وإسبانية والبرتغال وأوربة الوسطى ونصف إنكلترة.
أما على الصعيد الداخلي فإن التطاحن الحزبي بين الرومان أنفسهم قاد إلى الصراع الطبقي بين الأشراف والعامة وإلى سلسلة من الحروب الأهلية قوضت دعائم النظام الجمهوري.

### إيطالية في ظل الامبراطورية الرومانية

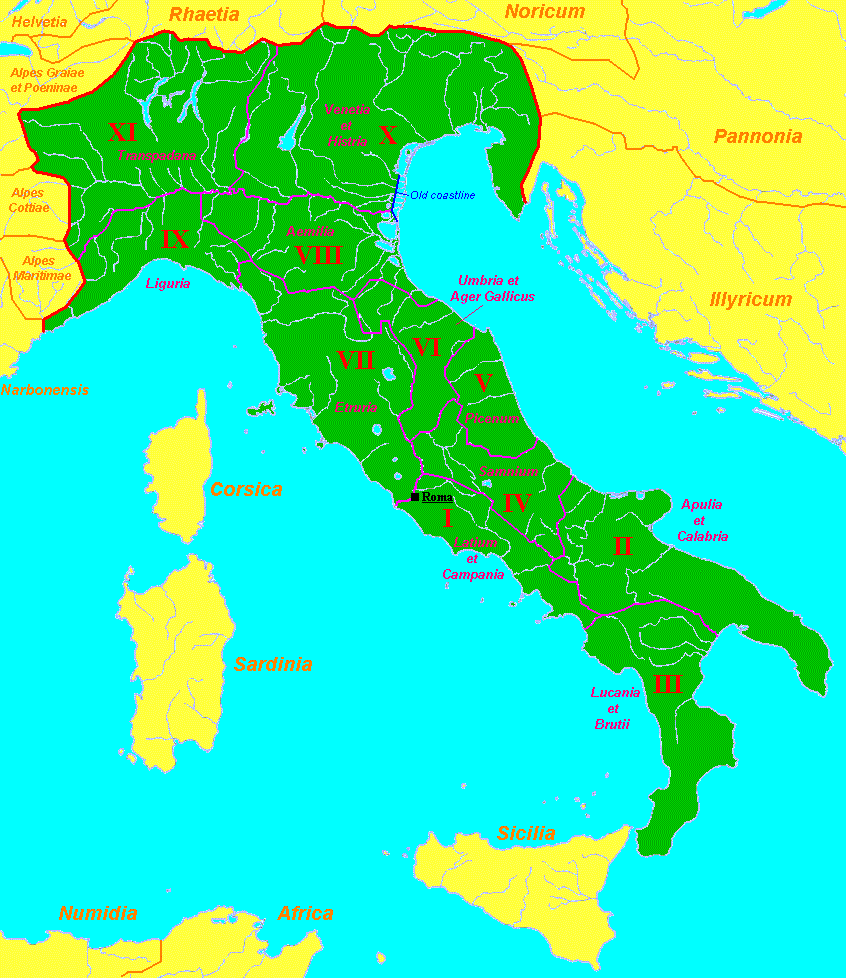
إيطاليا الرومانية (بالأخضر) كما نظّمها أغسطس، ح. 7 م.

كان اغتيال قيصر السبب المباشر للحرب الأهلية التي اندلعت بين أنصاره وخصومه، ثم انتقل النزاع إلى أنصار قيصر أنفسهم للفوز بالسلطة، وانتهت هذه الحرب بانتصار أوكتاڤيوس على خصمه ماركوس أنطونيوس إثر معركة أكتيوم البحرية في 2 أيلول 31ق.م وإقامة النظام الامبراطوري، وكُرّم أوكتافيوس فلُقِّب «أغسطس»، وأصبح البحر المتوسط في زمنه بحيرة رومانية. وقد خلفه عدد من الأباطرة وطّدوا النظام الامبراطوري، من أشهرهم تيبريوس وفسباسيان وتراجان وفي عهد هذا الأخير وصلت الامبراطورية إلى أقصى اتساعها، وكانت اللاتينية اللغة الرسمية للدولة، ولكنه سمح باستعمال اللغات المحلية كاليونانية والپونية (الفينيقية الغربية) والكلتية إلى جانبها. وبقيت الامبراطورية مرهوبة الجانب حتى زمن الإمبراطور ماركوس أورليوس (161-180)، إذ تجرأت جماعات جرمانية بربرية مؤلفة من قبائل الماركوماني Marcomani سكان بوهيمية وقبائل الكوادي Quadi سكان مورافية على اختراق حدود إيطالية الشمالية ـ الشرقية. وفي القرن الثالث عاث القوط فساداً في البلقان وشواطئ البحر الأسود، وتوغلت فئة بربرية من الفرنجة حتى وسط إسبانية في حين كانت قبائل الألمان Alemanni تشيع الذعر في وادي البو ووادي الرون.
اتصف عصر الامبراطورية بالتسامح الديني فوجدت الآلهة لها مكاناً في الامبراطورية وشيدت لها المعابد ونحتت لها التماثيل التي التف حولها المتعبدون، وظلت الوثنية سائدة حتى انتصار المسيحية في القرن الرابع الميلادي. أما التعليم فكان هدفه تعلم الفصاحة والبلاغة أكثر من تحرر العقل. ولقد تضافرت عدة عوامل أدت إلى سقوط الامبراطورية.

### إيطالية والقبائل الجرمانية
أطلق الرومان على الجرمان[ر] اسم البرابرة، وكان يوليوس قيصر أول من استخدمهم في جيشه ثم أخذوا يتسربون إلى الجيش الروماني، وبدأ هجومهم في أواخر القرن الرابع بسبب ضغط قبائل الهون المغولية القادمة من الشرق، فقد طلبوا من الإمبراطور فالنس Valenz أن يسمح لهم بالإقامة في شمالي البلقان وأن يضعوا تحت إمرته فرقة عسكرية منهم، ولكن موظفي الإمبراطور أساؤوا معاملتهم مما دفعهم إلى الثورة فسارع الإمبراطور لإخضاعهم ولكنه قتل في المعركة، وخلفه الإمبراطور ثيودوسيوس الذي انتصر عليهم عام 383 وسمح لهم بالإقامة في تراقية مقابل تزويد جيشه بأربعين ألفاً من الجنود تحت إمرة ضباط منهم. وعند وفاته تمكن زعيم القوط ألاريك من محاصرة رومة عدة مرات ونهبها، وما إن توفي في جنوبي إيطالية حتى اتجهت جحافله نحو غالية وإسبانية وأقاموا دولة لهم هناك.
تعرضت إيطالية إلى تعديات كثيرة بسبب ضعف أباطرتها، ونهبها عام 455 جنسريك ملك الفاندال، كما غزاها أتيلا، وأخيراً في عام 476 أرسل القائد الجرماني أدوآكر Odoaker، وكان في خدمة الامبراطورية، التاج وشارات الملك إلى القسطنطينية معلناً أن إيطالية ليست بحاجة إلى امبراطور وطلب الاعتراف به حاكماً عليها. أخذت إيطالية تزدهر في ظله، إلا أن تيودوريك Theoderich زعيم القوط الشرقيين وبتحريض من القسطنطينية هزم أدوآكر ثم اتفقا على أن يحكما سوية، ولكن أدوآكر قُتِل أثناء الاحتفال بالصلح، وأصبح أمر إيطالية كلها بيد تيودوريك. وكان تيودوريك الذي عاش سنين طويلة في القسطنطينية مسيحياً أريوسي المذهب ومع ذلك فقد أبدى كل احترام للبابا، وقد نعمت إيطالية بالاستقرار والهدوء في عهده، وما إن توفي حتى عادت الحروب من جديد، إذ غزاها القائد البيزنطي بلساريوس واحتل معظم أجزائها إلا أن سوء معاملة جيشه للإيطاليين وتفشي المجاعة والطاعون، سمح للقوط الشرقيين بقيادة توتيلا Totila بإعادة سيطرتهم على البلاد عدا العاصمة رافنة التي بقيت بيد الإمبراطور جستنيان الذي أرسل جيشاً انتصر عليهم وسمح لهم بمغادرة إيطالية كما غادرها جيشه مما جعلها معرضة لهجوم قبائل جرمانية أخرى هم اللومبارديون.
تاج لومبارديا الحديدي
1. اللومبارديون: استقر اللومبارديون في وادي نهر البو، وكانوا وثنيين، استولوا على معظم إيطالية عدا الأجزاء التي كانت تحت حماية البيزنطيين، ومالبثوا أن اعتنقوا المسيحية وفق المذهب الأريوسي، ثم تحولوا إلى الكاثوليكية، مما سهَّل عليهم الاختلاط مع الإيطاليين.

بسط اللومبارديون سلطتهم على الأراضي التي كان يحكمها البابا، مما دفعه إلى الاستنجاد بحاجب قصر الفرنجة بيبن Pippin الذي اتجه في عام 754 مع جيشه إلى إيطالية وهزم اللومبارديين وأجبرهم على أن يعيدوا إلى البابا الأقاليم التي كانوا قد استولوا عليها.
1. الفرنجة في إيطالية: قسَّم بيبن مملكته قبل وفاته بين ولديه شارل وكرلمان، ولكن الأخير توفي بعد سنتين فانفرد شارل بحكم البلاد، وعمل على نشر المسيحية بين قبائل السكسون الوثنية بعد إخضاعها، فاستغل اللومبارديون فرصة انشغاله وهاجموا رومة، فسارع البابا للاستنجاد بشارل «شارلمان» الذي لبى الطلب بنفسه وقهر خصومه وضم أراضيهم إلى مملكته، وبذلك انتهت مملكة اللومبارديين بعد أن عاشت نحو قرن من الزمن.

ومنح شارلمان بعض الأراضي للبابا الذي كان يرغب في ربط الكنيسة بالفرنجة بدلاً من ربطها بالامبراطورية البيزنطية، وما لبث أن قام نزاع بين البابا من جهة وأشراف رومة من جهة ثانية، فرَّ على أثره البابا والتجأ إلى شارلمان طالباً معونته فدخل هذا رومة وأعاد البابا إلى سدته وقام البابا بتتويجه امبراطوراً عام 800، وقد نشأت فيما بعد منازعات استمرت طوال العصور الوسطى وعصر النهضة بين السلطتين الزمنية والروحية، إذ ادعى كل منهما أن سلطته هي العليا. كما نتج عن هذا التتويج أن ارتبطت إيطالية بألمانية وأصبح خلفاء شارلمان ملزمين بإخضاع إيطالية مما أدى إلى ضعف قوة الأباطرة فيها وازدياد قوة أمراء الإقطاع ونتج من ذلك تأخر اتحاد إيطالية وكذلك ألمانية إلى القرن التاسع عشر.

## النزاع بين البابوات والأباطرة

Italy in the year 1000.

كان لوجود الكرسي البابوي في إيطالية تأثير كبير في تاريخها الحضاري والسياسي وما حفل به من أحداث، وذلك بسبب رغبة الباباوات في جعل السلطة الزمنية تابعة لهم، وقاد هذا إلى منازعات مع الأباطرة والملوك. ومن أبرزها أحداث زمن البابا غريغوريوس السابع (هلدبراند Hildebrand) عندما أصدر مرسوماً واتخذ تدابير ترمي إلى تأكيد سلطته الروحية وإضعاف السلطة الزمنية.
تجاهل هنري الرابع امبراطور ألمانية هذه التدابير فأرسل البابا يطلبه للمثول بين يديه، وهدده بالحرمان إن رفض المجيء، فعقد هنري مجلساً عام 1076 وأعلن فيه عزل البابا، فما كان من هذا الأخير إلا أن أعلن حرمانه، وتألب الأشراف الألمان على ملكهم وأنذروه بضرورة مصالحة البابا، فسارع هنري إلى قلعة كانوسا Canossa لمقابلة البابا وبقي أمام بابها ثلاثة أيام مكشوف الرأس عاري القدمين حتى أذن له البابا بالدخول وصفح عنه. عاد هنري إلى بلاده ليحارب الأشراف الذين تخلوا عنه ثم هاجم إيطالية واحتل رومة عام 1084 وكاد البابا أن يقع في يده لولا أن أنجده النورمنديون، لكنهم نهبوا رومة وأثاروا الذعر فيها، فاستاء السكان منهم ومن البابا الذي استنجد بهم وفر إلى سالرنو حيث مات منفياً عام 1085.
وفي عام 1143 قامت ثورة في رومة وتشكلت جمهورية برئاسة «أرنو دي برسيا» فبادر الملك الألماني فريدريك بربروسة إلى الاتفاق مع البابا على أن يتولى قمع الثورة مقابل تتويجه امبراطوراً وتم ذلك عام 1155. ولكن النزاع دبَّ بينهما بسبب ادعاء البابا بأن الإمبراطور مدين له بالتاج، وأن الامبراطورية منحة وهبه إياها، وإثر معركة لنيانو Legnano عام 1176، اضطر الإمبراطور إلى الركوع أمام البابا في البندقية طالباً العفو، ثم عاد إلى ألمانية وزوج ابنه هنري بوارثة مملكة صقلية فأصبحت حليفته بعد أن كانت حليفة البابا، فأخذ البابا يعمل على إثارة الدسائس لهنري الذي ترك عند وفاته ولده فريدريك الثاني وهو طفل صغير، كما تسلم الكرسي البابوي إنوسنت الثالث Innocent III فعاد النزاع مع السلطة الزمنية من جديد.
كان فريدريك الثاني محباً للعلم يتقن سبع لغات منها العربية، ولقد أخذت البابوية تُسيء إليه متهمة إياه بالإلحاد، وتطالبه القيام بحرب صليبية، فأقلع إلى المشرق وعقد اتفاقية مع الملك الكامل في مصر، وعاد إلى بلاده ليجد البابا قد نهبها، فطرد جيوش البابا ثم عقد صلحاً معه فرفع البابا عنه الحرمان (1230). وفي عام 1250 توفي فريدريك تاركاً التاج لابنه كونراد الرابع. وعندما تولى البابا أربان الرابع قدم تاج مملكة نابولي «الصقليتين» إلى شارل أخي لويس التاسع الفرنسي، وبذلك انتهت أسرة هوهنشتاوفن في إيطالية، وانتصرت البابوية إلى حين.

## إيطالية الجنوبية وصقلية بين العرب والنورمان
بدأت محاولات العرب المسلمين للسيطرة على جزيرة صقلية منذ أواسط القرن السابع الميلادي إلى أن نجح الأغالبة في فتح الجزيرة في القرن التاسع الميلادي. ولم يقتصر الحكم العربي الإسلامي على صقلية[ر] بل تعداه إلى جنوبي إيطالية فاحتل العرب باري ووصلوا إلى قرب رومة، واضطر البابا يوحنا الثامن إلى أن يدفع لهم الجزية.
شرع النورمنديون منذ عام 1036، وهم من أصل جرماني، بزعامة روبرت جيسكار بانتزاع إيطالية الجنوبية من البيزنطيين، وأنشؤوا فيها مملكة، في حين انتزع أخوه الأصغر روجر عام 1091 صقلية من أيدي العرب المسلمين. وقد ساند جيسكار البابا في نزاعه مع الإمبراطور هنري الرابع، كما دخل رومة وأباحها لجنوده، وفي عام 1130 تُوِّج روجر الثاني ملكاً في بالرمو بعد أن جمع تحت حكمه كلاً من صقلية وجنوبي إيطالية، فقامت فيهما دولة متأثرة بالتراث العربي الإسلامي وبالصفة البيزنطية، وكان روجر معجباً بالحضارة العربية، فاقتبس عنها بعض التنظيمات الإدارية كديوان المظالم، كما أنشأ ديواناً للطراز وآخر للتحقيق، وأغدق الأموال على الترجمة والتأليف وحرص على إغراء العلماء بالقدوم إلى صقلية، فازدهر بلاطه بكثير منهم وفي مقدمتهم الإدريسي أكبر جغرافيي عصره، وقد صنع لروجر كرة ومصوراً للعالم على شكل قرص من الفضة.
شابه روجر الثاني في تأثره بالحضارة العربية وحبه للعلم حفيده الإمبراطور الألماني فريدريك الثاني الذي اهتم بالفلسفة العربية وأمر بترجمة مصنفات أرسطو وابن رشد إلى اللاتينية، كما ترجمت له مؤلفات أرسطو في علم الحيوان وشرح ابن سينا عليها، وأمر بإنشاء جامعة نابولي وزودها بالكثير من المخطوطات العربية، وأنشأ مدرسة للطب في سالرنو فأوجد بعمله هذا نهضة حقيقية في جنوبي إيطالية مما دفع بالكثير من المتعلمين الأوربيين إلى معرفة المزيد عن الحضارة العربية الإسلامية.

## دويلات إيطالية ونشاط مدنها الاقتصادي زمن الحروب الصليبية

Ensign of the Italian Navy, sporting the coat of arms of the four main Repubbliche Marinare

أصبحت إيطالية بعد سقوط أسرة هوهنشتاوفن مجموعة مدن مستقلة متناحرة، وحتى دولة البابا لم تخرج عن ذلك، فقد أسهمت إلى حد بعيد في صنع أحداث أوربة الوسطى والغربية فضلاً عن تأثيرها الأول في أحداث إيطالية، وكانت جميع هذه المدن المتناحرة تسعى لتزيد من ثروتها وفرض سيطرتها على المدن الأخرى، ويأتي في مقدمتها:
1. البندقية: كانت الحروب الصليبية فرصة ثمينة للمدن البحرية الإيطالية وللبندقية خاصة للتوسع التجاري والسيطرة، ولقد تمكن البنادقة من الاستيلاء على القسطنطينية ونهبها عام 1204 فانتقلت بذلك الزعامة التجارية إليهم. هذا إضافة إلى حسن العلاقة بينهم وبين سلاطين المماليك في مصر مما جعلهم يحتكرون تجارة السلع القادمة عن طريق البحر الأحمر إلى أوربة. وقد حاول الجنويون مزاحمتهم ولكنهم أخفقوا. وعندما بدأ التوسع العثماني في حوض المتوسط شكل خطراً على تجارة البنادقة إضافة إلى ماخسروه جراء اكتشاف طريق الهند عبر رأس الرجاء الصالح، فشاركوا في تجهيز حملة بحرية مع البابا وإسبانية حطمت أسطولاً عثمانياً في معركة ليبانتو Lepanto في خليج كورنتة سنة 1571.
2. جنوة: تعاون الجنويون مع أهالي بيزة في إخراج المسلمين من غربي المتوسط، كما تنازعوا مع البنادقة إبان الحروب الصليبية في سبيل الهيمنة على التجارة والنقل البحري وخاصة على عكا عام 1255، وبقي النزاع بين الطرفين حتى هزيمة الجنويين في حرب تشيوغية Chioggia (1378-1381). أما على الصعيد الداخلي فقد تعرضت لهزات كثيرة جعلتها تنتقل من سيطرة ميلانو إلى السيطرة الفرنسية وبالعكس حتى غزاها نابليون عام 1797.

3ـ مملكة نابولي: كانت هذه المملكة مؤلفة من جزيرة صقلية ونابولي وكانت تملك قوة بحرية في المتوسط لتحمي مصالحها التجارية، إلا أن الأحداث السياسية التي عصفت بها جراء الخلاف بين مملكتي أراغون وفرنسة باسم حق الوراثة أدت إلى انفصال صقلية عن نابولي واعترافها بسيادة أراغون عليها، ثم تجددت المنازعات واندلعت الحرب بين الدولتين إلى أن سُوِّيت الأمور عام 1505 وأصبحت نابولي تابعة لإسبانية حتى عام 1707 بعد أن تزوجت وارثتها من الملك فرديناند.
4ـ فلورنسة[ر]: برزت أهمية فلورنسة مدينة للمال بسبب كثرة المصارف التي كانت تعمل فيها وتنشط تجارتها، ولقد كانت ميولها السياسية إلى جانب البابوية، كما كانت مركزاً للصراع بين الحزبين الرئيسيين (أنصار الامبراطورية) و (أنصار البابوية). واشتهر عدد من أبنائها في المجال الفكري أمثال دانتي وبترارك وبوكاشيو وخضعت منذ منتصف القرن الخامس عشر إلى حكم أسرة آل مدتشي، ثم أصبحت منذ عام 1530 جزءاً من دوقية توسكانية حتى عام 1860، وسميت عاصمة لإيطالية بين العامين 1865-1870.
5ـ ميلانو[ر]: ارتبط تاريخ ميلانو منذ مطلع القرن الرابع عشر وحتى منتصف القرن الخامس عشر بأسرة فسكونتي التي حكمتها حكماً استبدادياً مقابل إغراقها بالثروة، حتى إن الكثير من المدن المجاورة لها اعترفت بسيادتها. ولقد عملت كل من فلورنسة والبندقية على مقاومة حكامها الطامعين بزعامة شبه الجزيرة الإيطالية. وقد اغتنت ميلانو بفضل الزراعة وصناعة المنسوجات الصوفية والحريرية، إضافة إلى موقعها المهم عند بداية الطريق التجاري نحو وسط أوربة. وتجلت مظاهر الغنى بقصورها الفخمة.

## النهضة

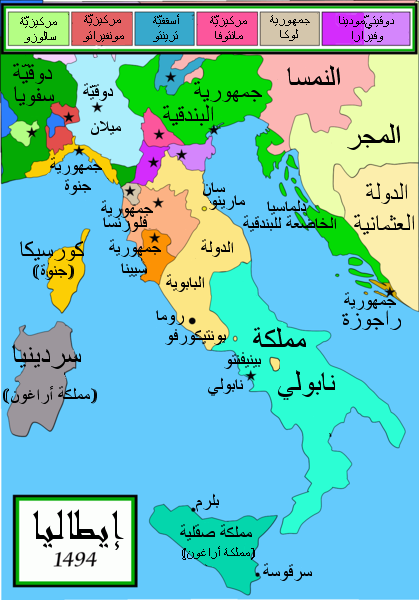
Italy in 1494, before the invasion by شارل الثامن ملك فرنسا that year.

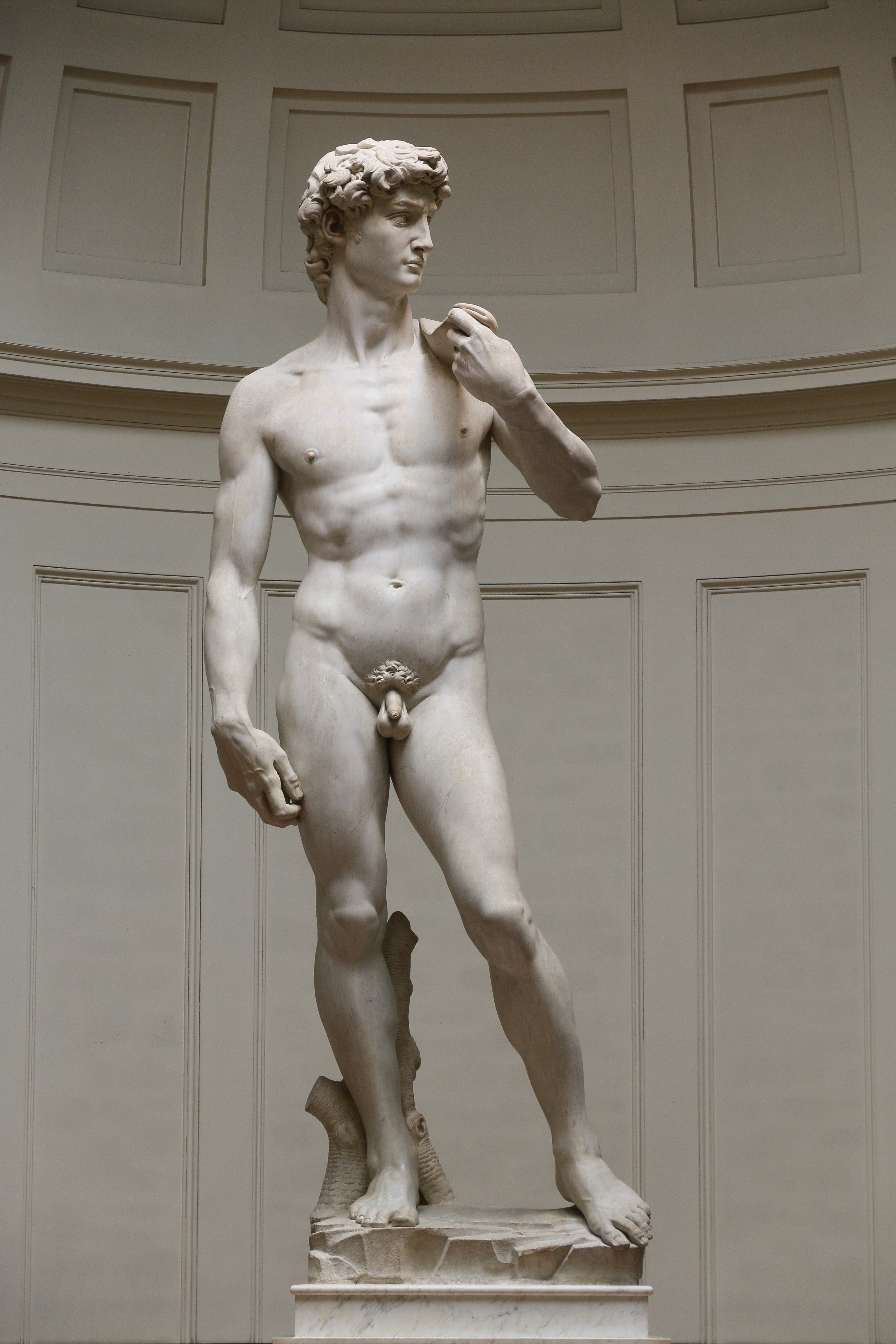
Michelangelo's David, symbol of the النهضة الإيطالية.

لم تكن النهضة في إيطالية حدثاً مفاجئاً معزولاً عمّا سبقه من تطورات نواحي الحياة في أواخر العصور الوسطى، بل كانت تتويجاً لتلك التطورات وبلغت ذروتها في القرنين الخامس عشر والسادس عشر.
وتجلت النهضة[ر] في مختلف نواحي الحياة الإيطالية أهمها:
1ـ النواحي الفكرية: يعد كثير من المؤرخين الشاعر الإيطالي بترارك (1304-1374) أبا النهضة، فقد عبر بكل وضوح عن حق الإنسان في الاستمتاع بالحياة، وعمل على إحياء الآداب اللاتينية واليونانية وطالب بإنشاء المكتبات العامة وجمع المخطوطات فيها. ومن المظاهر الفكرية للنهضة الحركة الإنسانية التي نادت بأهمية الإنسان وجعلت منه مثالاً للخير والجمال، وسعت لتوظيف كل ما في الطبيعة وتسخيره من أجل رفاهيته، فلم يعد مسحوقاً هدفه الأول في الحياة إرضاء الكنيسة ورجالها ليضمن حسن مآله بل من حقه التمتع بها، فهي بذلك أعطت مفهوماً جديداً للحياة يتفق مع المفاهيم الدنيوية الإنسانية ومن هنا جاء اهتمام هذه الحركة بالتراث الإغريقي والروماني القديم. ظهر في هذا العصر عدد من المفكرين والأدباء من أبرزهم دانتي وبوكاشيو.
2ـ الاكتشافات الجغرافية: سبق الكشوف الجغرافية قيام بعثات التبشير بالمسيحية في المشرق وآسيا طوال القرنين الثالث عشر والرابع عشر. أما ما قام به الأوربيون من كشوف في القرنين الخامس عشر والسادس عشر فله دوافع أخرى من أبرزها البحث عن أقصر طريق إلى بلاد التوابل، والحصول على الذهب، والتخلص من السيطرة العربية على المحيط الهندي والبحر المتوسط.
3ـ المظهر الديني: لقد تجلى هذا المظهر بالثورة على سوء أوضاع الكنيسة بسبب فساد رجالاتها، فلم يكن البابوات يتورعون عن استخدام كل الوسائل من أجل جمع الثروة وتشكيل الجيوش لتحقيق غاياتهم الدنيوية، إضافة إلى استغلالهم سلطتهم الدينية وخاصة الحرمان، وتهديد خصومهم به إن لم ينصاعوا لرغباتهم. وقد تجلى المظهر الديني في حركة مارتن لوثر الإصلاحية وتأسيس الكنائس الإنجيلية، ثم حركة الإصلاح الكاثوليكي، وظهور الجمعية اليسوعية، وأخيراً في عقد مجامع ترنت (1545-1563) الذي وضع ضوابط لرجال الدين وعمل على رفع مستواهم الفكري والأخلاقي.
4ـ المظهر الفني: ظهر في إيطالية عدد من مشاهير الفنانين الذين استلهموا في عملهم الفنين الإغريقي والروماني الوثنيين، وواصلوا تصوير الموضوعات الدينية، ولكن المنحى الفني لم يعد مسيحياً بل أصبح منسجماً مع روح العصر. ولم تعد الفنون في خدمة اللاهوت بل أصبحت في خدمة الأمراء والأغنياء، الذين شيدوا القصور وجمَّلوها وأغدقوا الأموال على الفنانين فنبغ عدد منهم، ومن أبرزهم ليوناردو دافنشي (1453-1519) وميكلانجلو (1475-1564) ورافايلو (1483-1520).

## السيطرة الأجنبية (1559 - 1814)

### إيطاليا الكاثوليكية 1648 - 1715
من حكمة الفلاح الصامتة أن في الإمكان إصلاح التربة التي كاد يرهقها الثمر الوفير بإراحتها فترة، وربما بحرثها دون زرعها. وهكذا استراحت إيطاليا بعد خصوبة النهضة التي أرهقتها. وأبطأ تدفق حيويتها العارمة، وكأنها تستجمع قوتها لمزيد من جلائل الأعمال. فعلينا إذن أن لا نتوقع من إيطاليا هذا العصر والعصر التالي له-بين برنيني وبونابرت-ثماراً كتلك التي تدفقت من معينها الفياض في قرونها الذهبية. إننا نلم بها هنا مرة أخرى، قانعين إذا استطعنا بين الحين والحين أن نسمع في مدنها التي تردد أصداء التاريخ أصواتاً صغيرة تشهد بحياة لم تنطفئ جذوتها.
وكانت لا تزال كاثوليكية بطبيعة الحال، فذلك من صميم روحها، ولا سبيل إلى انتزاعه منها دون انتهاك لروحها. كان فقراؤها يظلمهم الأغنياء، الذين هيمنوا بالطبع على الحكومات وشرعوا القوانين. وعلل الأغنياء هذا الظلم بأن الفقراء سيصبحون مشاغبين وقحين إذا رفعت أجورهم. أما النساء فكان يستغلهن الرجال والشعب، إلا أن يكن في ربيع حسنهن. في هذه الأحوال كانت طبقات الشعب الدنيا، والجنس الأضعف آنذاك، تجد عزاء في خدمة الكنيسة. وكان إيمانها بالعدل الإلهي سنداً يعزيها عن قسوة الإنسان، وكانت خطايا ألسنتهم الحادة وجسدهم الوثني يغتفرها دون تردد القساوسة المتسامحون والرهبان اللطفاء الذين أطعموهم والرجاء يملأ نفوسهم. وكانوا شاكرين لما تخلل أيامهم المثقلة بالأعباء من أعياد ومهرجانات مريحة يحتفلون فيها بذكرى قديسيهم الحامين. وآمنوا بأن قديسيهم، والأم العذراء الرحيمة، سينقذونهم من أحوال الجحيم بتشفعهم أمام عرش الله، وبأن الغفرانات التي توزعها الكنيسة ستقصر مقامهم في المطهر، وأنهم سيدخلون، إن عاجلاً أو آجلاً، فردوسا-يفوق جماله حتى جمال إيطاليا-لن يكدر صفوه ملاك، ولا ضرائب، ولا عشور، ولا حرب، ولا حزن، ولا ألم.
وهكذا احتملوا بصبر، ومرح، وغناء، ابتزازات كهنتهم الذين لم يخل منهم مكان، والذين التهموا على الأقل ثلث إيرادات الأمة. وأحبوا كنائسهم كأنها من جزر السلام وسط حرب الحياة. وتأملوا بهاء كنيسة القديس بطرس وفخامة الفاتيكان في فخر لا يخالطه استيلاء ولا غيظ، فتك حصيلة دراهمهم ونتاج فنانيهم، وهي ملك للفقراء أكثر من الأغنياء، وهي في نظرهم ليست أفخم من أن تكون مثوى لأول الرسل (بطرس)، أو مسكنا لزعيم العالم المسيحي، خادم خدام المسيح. وإذا كان ذلك الأب الأقدس يعاقب الهجمات إلى توجه للكنيسة، فما ذلك إلا ليمنع الحمقى من تدمير صرح الأخلاق القائم على العقيدة الدينية، ليصون ذلك الإيمان الذي جعل من نثر الكد والشقاء ملحمة شعرية.
أما ديوان التفتيش الإيطالي فكان رحيماً نسبياً في هذا العصر. وأشهر ضحاياه قس أسباني يدعى مجويل دي مولينوس. ولد في سرقسطة، وسكن روما. وفي 1675 نشر كتابه «المرشد الروحي» الذي يزعم فيه أنه وإن كان التعبد للمسيح والكنيسة معيناً على بلوغ أسمى الحالات الدينية، إلا أنه يجوز للعابد الذي انقطع للاتصال المباشر بالله أن يتجاهل وهو مطمئن كل الوساطات الكهنوتية والطقوس الكنسية. وفي نبذة أخرى رأى مولينوس أنه لا حرج على العابد الواثق من تحرره من الخطيئة الأخلاقية في أن يتناول القربان دون أن يعترف للكاهن قبل التناول. واجتذب «مرشد» مولينوس النساء على الأخص فالتمست نصيحته المئات-ومنهن الأميرة بورجيزي والملكة كرستينا، وأرسلن له الهدايا. واعتنقت راهبات كثيرات هذه «الهدوئية» الجديدة، ونبذن أورادهن، واستغرقن في صلة فخور بالله. وشكا العديد من الأساقفة الإيطاليين من هذه الحركة التي قللن من شأن الخدمات والتبرعات الكنسية، وناشدوا البابا إنوسنت الحادي عشر أن يقمعها (1). وهاجم اليسوعيين والفرنسيسكان مولينوس لأنه أكد على الإيمان دون «الأعمال» تأكيداً يكاد يكون بروتستنتياً. وبسط عليه البابا حمايته حيناً، ولكن ديوان التفتيش الروماني قبض عليه في 1685، ثم على نحو مائة من أتباعه. وكان قد جمع أربعة آلاف كراون ذهبي (50.000 دولار؟) يفرضه رسما صغيراً على المشورة التي يبذلها لمراسليه، ونستطيع الحكم على عدد هؤلاء المراسلين من تكاليف البريد على الخطابات التي تسلمها في يوم القبض عليه، والتي بلغت ثلاثاً وعشرون دوكاتية (287.50 دولاراً؟)(2).
وبعد أن فحص ديوان التفتيش السجناء وضع قائمة بالتهم الموجهة إليهم، وأهمها أن مولينوس برر تحطيم صور المسيح المصلوب والتماثيل الدينية لأنها تعوق هدوء الاتحاد بالله، وأنه ثبط همم الأشخاص الذين أرادوا نذر أنفسه للدين أو الالتحاق بالطرق الدينية، وأنه قاد تلاميذه إلى الاعتقاد بأن لا شيء يأتونه بعد بلوغهم الاتحاد بالله يمكن أن يكون خطيئة. ولعله اعترف تحت ضغط السجن، أو التعذيب، أو الخوف، بأنه اغتفر تحطيم الصور، وبأنه ثنى الأشخاص الذين رآهم لا يصلحون للرهبنة عن نذر أنفسهم لها، واعترف بأنه ظل سنين كثيرة يمارس «أكثر الأعمال خروجاً على اللياقة مع امرأتين»، وأنه «لم ير ذلك إثماً بل تطهيراً للنفس»، وأنه بذلك «استمتع باتحاد أوثق مع الله»(3). وأدان ديوان التفتيش ثماني وستين دعوى وجدها في كتاب مولينوس أو رسائله أو اعترافاته، وفي 3 سبتمبر 1678 وجه إليه الاتهام في احتفال عام مما يحرق فيه المهرطقون auto-da-f(وحضر جمع كبير، وطالبوا بحرقه، ولكن المحكمة قنعت بالأمر بسجنه مدى الحياة. وقد مات في السجن في 1697.
ولعلنا نتعاطف أكثر مع «المهرطقين» الألبيين الذي بكاهم ملتن في سونيتة سماها «حول المذبحة الأخيرة في بييدمونت». وبيان ذلك أنه كان يسكن الأودية الرابضة بين بييدمونت السافواوية ودوفينه الفرنسية قوم يدعون الفودوا، هم حفدة «الفالدنيز» الذين سبقوا حركة الإصلاح البروتستنتي وعاشوا بعدها، والذين احتفظوا بعقيدتهم البروتستنتية خلال عشرات التقلبات التي طرأت على القانون والحكومة.
وفي 1655 انضم الدوق شارل ايمانويل الثاني أمير سافوي إلى لويس الرابع عشر في تنظيم جيش لإكراه هؤلاء الفودوا على اعتناق الكاثوليكية. وأثارت المذبحة التي أعقبت ذلك سخط كرومويل، فحصل من مازاران على أمر بوقف هذا الاضطهاد. ولكن بع موت حامي الجمهورية (كرومويل) والكردينال (مازاران) تجدد الاضطهاد، فلما ألغي مرسوم نانت استأنفت الدولة الفرنسية جهودها في استئصال شأفة البروتستنتية من الإقليم. وألقى الفودوا السلاح على وعد بالعفو العام، وما لبث ثلاثة آلاف منهم، مجردين من السلاح، وفيهم النساء والأطفال والشيوخ، أن ذبحوا ذبح الأنعام (1686). وسمح للباقين منهم على قيد الحياة، الذين أبوا اعتناق الكاثوليكية، بالهجرة إلى أرباض جنيف. ثم جاء دوق آخر لسافوي يدعى فيكتور أمادبوس، وجد نفسه في مشكال السياسة حليفاً لا لفرنسا بل عليها، فدعا الفودوا للعودة إلى أوديتهم (1696). فعادوا، وقاتلوا تحت لوائه وسمح لهم بعدها بعبادة المجهول على طريقتهم المؤمنة.
أما الفقراء فكانوا في الولايات البابوية يعانون فقر إخوانهم في كل مكان بإيطاليا وكانت الإدارة البابوية (الكوريا)، كأي حكومة، تفرض الضرائب على رعاياها إلى الحد الذي يهبط بعائدها، فلم يتح لها قط من المال ما يكفي لأغراضها وموظفيها. وقد أنذر الكردينال ساكيتي البابا اسكندر السابع (1663) بأن جباة الضرائب يفقرون السكان حتى يشرفوا بهم على حافة اليأس، فقال: «إن أفراد الشعب، الذين لم يعودوا يملكون من الفضة أو النحاس أو الثياب أو الأثاث ما يشبع جشع الجباة، سيضطرون غلى بيع أنفسهم ليلبوا المطالب الثقيلة التي فرضتها عليهم الكاميرا (الغرفة التشريعية للكوريا (4)»). وشكا الكردينال من الرشوة في القضاء البابوي، ومن الأحكام التي تباع وتشرى، والدعاوي التي يطول نظرها سنين عديدة، والعنف والطغيان يعانيهما الخاسرون الذين يجرءون على استئناف الحكم من موظف أدنى إلى آخر أعلى. يقول ساكيتي «إن هذه المظالم أفدح من تلك التي نكب بها بنو إسرائيل في مصر.. .. يعاملون معاملة أكثر وحشية من معاملة العبيد في سوريا أو أفريقيا. فمنذا يستطيع أن يشهد هذه الأشياء دون أن يذرف عليها دموع الحزن والأسى (5)؟» وفي وسط فقر الجماهير كان العديد من السر النبيلة التي تربطها رابطة القرابة بالبابوات أو الكرادلة يتلقى الهبات السخية من إيرادات الكنيسة.
أما بابوات هذا العهد لميكونوا زهاداً كبيوس الخامس، ولا رجال دولة كسيكستوس الخامس، إنما كانوا في العادة قوماً طيبين، أضعف من أن يتغلبوا على الرذائل البشرية المحيطة بهم، أو يراقبوا مئات الثغرات والأركان التي ينفذ من خلالها أو يختبئ فيها الفساد في إدارة الكنيسة. ولعل أي مؤسسة بلغت هذا المبلغ من الاتساع وكثرة الواجبات لا يمكن وقايتها من الأخطاء الملازمة لطبيعة الإنسان. وقد جاهد إنوسنت العاشر، (1644-55)، «النقي الحياة المستقيم المبدأ (6)» ليخفف من ثقل الضرائب، ويكبح استغلال النبلاء الجشعين للإيرادات البابوية، ويصون النظام والعدل في ولاياته. وتبدو عليه-كما صوره فيلاسكويز-كل مظاهر الخلق القوي، ولكنه سمح لغيره بأن يحكموا نيابة عنه، وترك أوليمبيا مايدالكيني، زوجة أخيه الجشعة الطموح، تؤثر في تعييناته وسياساته، فكان الكرادلة والسفراء يتذللون أمامها، وأثرت من هداياهم ثراءً صارخاً، ولكن لما مات إنوسنت زعمت أنها أفقر من أن تنفق على مأتمه (7).
وروي أن كردينالاً قال في مجمع الكرادلة الذي اختار خليفته «يجب أن نبحث عن رجل أمين هذه المرة (8)». وقد وجدوه في شخص فابيو كيجي، الذي أصبح الاسكندر السابع (1655-67). وقد بذل قصاراه ليطهر الإدارة البابوية من الفساد وتعطيل الأعمال، ونفى أبناء أخيه النهمين إلى سيينا، وخفض الدين العام. غير أن الفساد الذي أحاط به كان أوسع وأعم من أن يستطاع قهره. فألقى السلاح، وسمح لأبناء أخيه بالعودة إلى روما، وخلع عليهم المناصب المجزية، فجمع أحدهم بعد قليل ثروة طائلة (9). وانتقلت القوة من يدي الاسكندر المتعبتين إلى الكرادلة، الذين طالبوا بالمزيد من السلطة في حكم الكنيسة. ورحلت أرستقراطية من الأسر تفخر بكرادلتها محل الملكية المطلقة التي ثبتها مجمع ترنت من قبل البابوات.
وجدد كلمنت التاسع (1667-69) الكفاح ضد محاباة الأقرباء. وسمح لأقربائه ببعض الامتيازات المتواضعة ولي ظهره لطلاب المناصب. وأقبل المئات من مسقط رأسه بيستويا، واثقين من أنه سيعينهم على الإثراء، ولكنه ردهم، فهجوه هجواً ساخراً، وهنا أيضاً ندرك أن طبيعة البشر واحدة سواء في الظالم أو المظلوم، وأن الناس هم أس البلاء المحيط بهم. وكان البابا الجديد رجل سلام وعدل. فبينما أصدر سلفه-بتحريض من لويس الرابع عشر-مرسوماً مثيراً للمتاعب ضد الجانسنيين، عرض كلمنت هدنة في ذلك النزاع الشائب داخل الكنيسة. ومن أسف أنه مات ولم يقض في دست الحكم غير عامين.
وخلفه كلمنت العاشر (1670-76) وهو في الثمانين، فترك الأمور للكرادلة (كما رتبوا الأمر من قبل)، ولكنه أنهى عهده دون عيب يعيبه. وجاء إنوسنت الحادي عشر (1767-89) وكان-كما قال رانكي البروتستنتي-رجلاً «تفرد بتواضعه... غاية في دماثة الخلق وهدوء الطبع»، مدققاً في مسائل الأخلاق حازماً في شئون الإصلاح (10). وقد أبطل «كلية» الموثقين الرسوليين التي قال مؤرخ كاثوليكي «إن التعيينات فيها كانت تباع وتشترى بانتظام (11)» وألغى الكثير من المناصب والامتيازات، والإعفاءات، (التي لا فائدة منها) ووازن الميزانية البابوية لأول مرة في سنوات كثيرة، وأرسي للنزاهة المالية سمعة مكنت الإدارة البابوية من اقتراض المال بفائدة لا تزيد على 3%. كتب فولتير يقول عنه «كان رجلاً فاضلاً، وحبراً حكيماً، ولاهوتياً ضعيفاً، وأميراً شجاعاً، قوي العزيمة، جليل القدر (12)». وقد حاول عبثاً أن يخفف من تعجل جيمس الثاني في كثلكة إنجلترا، وأدان العنف الذي استعمله لويس الرابع عشر ضد الهيجونوت، وقال، «إن الناس يجب أن يهدوا إلى دور العبادة لا أن يجروا إليها جراً (13)» ولم يجد ما يدعوه لمحبة ذلك الملك المتكبر الذي ادعى لنفسه من السلطة المطلقة على الكنيسة في فرنسا ما يقرب من السلطة التي أكدها هنري الثامن لنفسه في إنجلترا. ولكي يقلل إنوسنت الحادي عشر من الجرائم في روما ألغى حق اللجوء الذي سبق منحه لمساكن السفراء، وأصر لويس على الاحتفاظ بذلك الحق لمبعوثيه،
بل للشوارع المجاورة للسفارة الفرنسية، وفي 1678 دخل سفيره روما بفوج من الفرسان ليفرض بالقوة مطلب الملك. ووبخ البابا السفير، وأوقع حرماً على كنيسة القديس لويس التي كان يصلي فيها السفير في روما. واحتكم لويس إلى مجمع عام، وسجن ممثل البابا في فرنسا، واستولى على إقليم أفنيون الذي كان ملكاً للبابا منذ 1348. ومن هنا نظرة إنوسنت الحادي عشر الهادئة المطمئنة إلى الحملة التي جردها وليم أورنج الثالث، البروتستنتي، لخلع جيمس الثاني الكاثوليكي وإدخال إنجلترا في حلف ضد فرنسا. وقد تعاون البابا مع جهود ليبنتز لإعادة الوحدة بين الكاثوليكية والبروتستنتية، ووافق على تنازلات أعلنت جامعات ألمانيا البروتستنتية رضاءها عنها، وقد وصفه أحد الإنجليز بأنه «بابا بروتستنتي (14)».
وتوفي إنوسنت الحادي عشر قبل أن يشهد انتصار أهدافه، ولكن خلال بابوية الاسكندر الثامن (1689-91) وإنوسنت الثاني عشر (1691-1700) تخلى السفير الفرنسي عن حق اللجوء، وردت أفنيون للبابوية، ونقل الأكليروس الفرنسي ولاءه من الملك غلى البابا وإعادة الحلف الأعظم توازن القوى ضد فرنسا العدوانية. وفي حرب الوراثة الأسبانية وجد كلمنت الحادي عشر (1700-21) نفسه وقد تورط في انقسامات أوروبا العنيفة، فكان يلقي بنفوذه متردداً تارة في جانب وتارة في جانب آخر، وفي النهاية اقتسم الملوك الأسلاب دون أن يستشيروه-حتى صقلية وسردانيا، وهما-فنياً-إقطاعتان بابويتان. كذلك كانت معاهدة وستفاليا قد تجاهلت احتجاجات إنوسنت العاشر. لقد استلزم اشتداد النزعة القومية إضعاف البابوية، وأسهمت هذه النزعة مع نمو العلم في تشجيع العلمانية والتهوين من دور الدين في الحياة الأوربية.

Galileo's first observations of the moons of المشتري.

الموسيقيون

### إيطاليا في 1789 قبل الغزو النابليوني

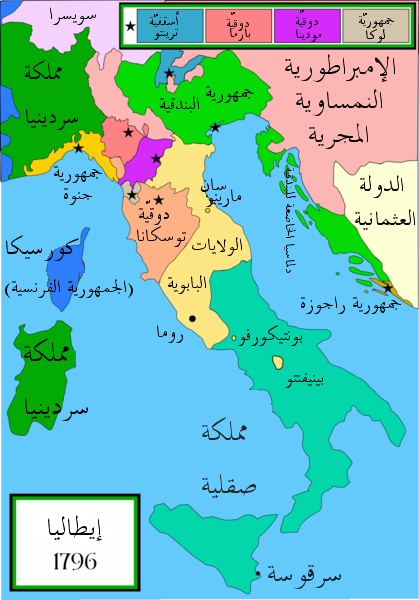
إيطاليا قبل الغزو النابليوني (1796).

في هذه الفترة لم تكن إيطاليا أمة وإنما كانت ساحة قتال• لقد كانت ممزقة إلى مناطق منفصلة متناحرة، وإلى لهجات متباينة لقد كانت ممزقة بشكل يصعب معه أن تتحد في وجه هجوم أجنبي وكانت المنطقة شمال نابلي تنعم بالشمس والتربة المثمرة التي توفر لها ريٌ جيد ومجار مائية تهبط إليها من جبال الألب أو الأبينين Apennines، مما حمل أهلها مرارا على حمل السلاح بسبب الخلافات بينهم وبين الأجانب من جامعي الضرائب.
وكان معظم إيطاليا قد وقع تحت حكم - أو نفوذ - أسرة الهبسبرج النمساوية على وفق بنود معاهدة اوترخت الموقعة في سنة 3171، تلك المعاهدة التي جعلت ميلان، ومانتوا Mantua ونابلي وسردينيا وما يتبعها جميعا للإمبراطور شارل السادس Charles VI - وفي الركن الشمالي الغربي من شبه الجزيرة الإيطالية، كانت سافوي وبيدمونت يحكمهما ملوك سردينيا• وفي سنة 4371 كانت مملكة الصقليتين بمركزيها: نابلي، وباليرمو، قد انتقلت من الهبسبرج إلى البوربون بفضل المقاتل المقتدر، والحاكم القدير الذي أصبح مليكا لأسبانيا ونعني به شارلز الثالث III Charles، وقبل أن يتجه إلى أسبانيا ورث مملكة نابلي لابنه فرديناند الرابع IV Ferdinand الذي تزوج الأرشدوقة ماريا كارولينا Maria Carolina التي أدت سيطرتها على زوجها إلى وقوع مملكة نابلي بكاملها تحت النفوذ النمساوي• وعندما ماتت الإمبراطوة ماريا تيريزا Maria Theresa (0871) حكم أبناؤها لومبارديا Lombardy وتسكانيا Tuscany ومادينا Modena وتزوجت ابنتاها من حاكمي نابلي وبارما Parma وأصبحت سافوي Savoy وبيدمونت Piedmot وسردينيا Sardinia تحت الحماية النمساوية• وكانت المنطقة الإيطالية الوحيدة التي تحظى بالاستقلال آنئذ هي البندقية (فينيسيا Venice) ولوسا Lucca وسان مارينو وجنوة Geneo• وكان في القسم الإيطالي الواقع بين المناطق التي يسيطر عليها هبسبرج النمسا في الشمال، والمناطق التي يسيطر عليها بوربون أسبانيا في الجنوب - الدويلات البابوية، ولم تبق هذه الولايات باباوية (أي تابعة للبابا) إلا بسبب التنافس بين الأسرتين، وبسبب كون الإيمان الكاثوليكي هو وحده الذي يربط إيطاليا ليجعل منها كيانا واحدا•
وكان الحكم النمساوي في الشمال الإيطالي ممتازا بمقاييس العصر، فقد كانت الضرائب تفرض على الملاك الإقطاعيين والإكليريكيين (الملاك من رجال الدين)، وكانت امتيازات هؤلاء الإقطاعيين والإكليريكيين قد جرى تقليصها، وتم إغلاق مائة دير، وجرى تخصيص عوائدها لأغراض التعليم والإحسان، وجري إصلاح إجراءات التقاضي، ومنع التعذيب وأصبح القانون الجنائي أكثر إنسانية (أكثر مراعاة للبعد الإنساني)، وفي تسكانيا في الفترة من 5671 إلى 0971 قدم الدوق الكبير ليوبولد لمناطق آل ميديتشي سابقا، ربما أفضل حكومة في أوروبا (1) وظلت عاصمتها فلورنسا حصنا للحضارة خلال كل الفترات التي تماوجت فيها القوى والأفكار.
والبندقية الثرية الفاسدة المرتشية الجميلة أصبحت الآن (9871) تقترب -بشكل واضح - من نهايتها كدولة ذات سيادة• فإمبراطوريتها الشرقية وقعت منذ زمن طويل في أيدي الأتراك (العثمانيين)، لكن حكمها (أي البندقية) ظل معترفاً به فيما بين جبال الألب Alps وبدوا Padua وما بين تريست Trieste وبريسكيا Brescia• وكانت البندقية من الناحية الرسمية جمهورية، لكنها كانت من الناحية الفعلية أرستقراطية مغلقة، وأصبحت حكومتها فاترة الهمة مستبدة لا تتسم بالكفاءة• لقد كان لدى البندقية أفضل التوابل في العالم المسيحي لكنها لم تكن تمتلك جيشا• لقد كانت قد أصبحت ملعباً لأوربا تضمن لأهلها المسرات وتوفر لهم البغايا حتى تضمن أن يعاملها الأعداء بود• لقد كانت واقعة بين النمسا في الشمال ولمبارديا النمساوية في الغرب، وكان من الجلي أن قدرها سيؤول بها إلى الوقوع فريسة للنمسا بمجرد توقف فرنسا عن حمايتها•
وإلى الجنوب من تسكانيا والبو the Po بدأت الولايات الباباوية أساليبها المتعرجة (غير المباشرة) مع منطقتها في روما، Romagna ومفوضياتها: فرارا Ferrara وبولونيا Bologna (ليس المقصود بطبيعية الحال كيان أو دولة بولونيا المعروفة حاليا) ورافنا Rarvenna، وكان كل منها يديره مفوض باباوي (مفوض من قبل البابا)، ومن ثم إلى الجنوب مع الحدود marches أو الأراضي الحدودية بالقرب من الأدرياتي: ريمينى Rimini، وأنكونا Ancona وأوربينو Urbino، ومن ثم عبر جبال الأبينين Apennines خلال بيروجيا Perugia التابعة لأومبريا Umbria وسبوليتو Spoleto، وعبر أورفيتو لاتيوم Latium,s Orvieto وفيتربو Viterbo إلى روما Rome• كل هذه المنطقة التاريخية كانت تحت حكم الباباوات على وفق هبات donations قدمها للكنيسة الكاثوليكية بيبن Pepin ملك الفرنجة Franks في سنة 457، وشارلمان في سنة 477• وبعد انتصار حاسم في مجمع ترنت Council of Trent (5451 - 3651) وسع الباباوات سلطاتهم على الأساقفة تماما كما فعل الشيء نفسه الملوك المعاصرون بتوسيع سلطانهم على اللوردات الإقطاعيين• لقد بدأت السلطة تتمركز أو بتعبير آخر بدأت تتمحور حول مركز.
لكن سرعان ما بدأت الباباوية تنهار ببطء وبالتدريج كلما تقدم العلم وتعمقت الفلسفة مما أفقد الكنيسة - بشكل خطير - تأييد الطبقات المؤثرة في أوروبا الغربية، ومما عرضها لتحديات صريحة ليس فقط من الحكام البروتستنط، وإنما أيضا من الحكام الكاثوليك من جوزيف الثاني في النمسا وفرديناند الرابع في نابلي• بل كان تزايد الأقلية المتشككة في الكاثوليكية في ولايات الكنيسة نفسها (الولايات الباباوية) والتي كانت تشكل روابط سرية، إلى إضعاف قبضة الإكليروس (رجال الدين) على الناس• لقد كتب جوزيف الثاني في سنة 8671 إن المحكمة الباباوية Curia كادت تصبح محتقرة، فمن الداخل كان سكان الولايات الباباوية في الغاية من البؤس والانحطاط، وكانت ميزانية هذه الولايات في فوضى كاملة بدرجة لا تصدق وكان جوزيف غير مؤمن بالكاثوليكية، لذا فقد نعتبره مبالغا، لكن سفير البندقية كتب في تقرير له في سنة 3871 أن الأمور الداخلية في ولايات الحبر الجليل (البابا) في أقصى درجات الفوضى، إنها في حالة انهيار تدريجي، والحكومة الباباوية تخسر كل يوم قوتها ومصداقيتها ومشروعيتها (2)• ورغم فقر الولايات الباباوية وعدوى المالاريا في جو الصيف، فقد جعل أهل روما الحياة مستساغة باهتبال كل المزايا المتمثلة في تسامح الكنيسة مع علاقاتهم الغرامية وبالاستمتاع بالكارنفالات، بل لقد كان رجال الدين أنفسهم ينعمون باسترخائهم في دفء الشمس في إيطاليا.
وكان الباباوات في هذه الفترة الحرجة على تقوى وشرف فبيوس السادس VI Pius (تولى الباباوية في الفترة من 5771 إلى 9971) - رغم رحلته الشاقة إلى البندقية فشل في إعادة جوزيف الثاني النمساوي للطاعة (المقصودة الطاعة للكاثوليكية والباباوية) ولم تنفعه ثقافته وكياسته من منع فرنسا من ضم أفينون Avignon إليها، ومات وهو في سجنه في ظل حكومة الإدارة (في فرنسا)، وبيوس السابع VII Pius (تولى الباباوية في الفترة 0081 - 3281) بذل كل ما في وسعه لإعادة الكاثوليكية لفرنسا، وعانى السجن لفترة طويلة في ظل حكم نابليون وعاش لينتصر بتواضع على الإمبراطور المخلوع (4181)•
وإلى الجنوب من الولايات الباباوية ازدهر البوربون الأسبان بازدهار كل من جيتا Gaeta وكابوا Capua وكاسرتا Caserta ونابلي وكابري Capri وسورنتو Sorrento• لكن الازدهار الإيطالي توقف هناك (لم يعد له وجود) فمدن مثل بسكارا (بسكره Pescara) وأكويلا Aquila وفوجيا Foggia وباري Bari وبرينديسي Brindisi وتارانتو Taranto وكرتون Crotone تذكرت ميلو Milo وقيصر وفريدريك الثاني (إمبراطور الإمبراطورية الرومانية المقدسة)، بل وحتى فيثاغورس، لكن أهل هذه المدن كانوا عرضة للشمس الحارقة، منهكين بالضرائب وليس من سلوى لهم سوى في عقيدتهم الدينية• ثم يأتي جامعو الضرائب عابرين من رجيو كالابريا Reggio Calabria إلى مسينا Messina في صقلية، وهناك أيضا توقر المدن فقرها إذا ما تذكرت الفينيقيين، والإغريق، والقرطاجنيين والرومان والفندال والمسلمين والنورمان والأسبان حتى يتوقف جامعو الضرائب في بالرمو Palermo ليكونوا في خدمة احتياجات الملوك والملكات والأمراء التجار واللصوص والقديسين. تلك هي المملكة التي ورثها في سنة 9571 فرديناند الرابع ذو الثمانية أعوام• لقد نشأ رياضياً وسيماً يفضل المسرات والألعاب الرياضية على أعباء السلطة فكان غالبا ما يترك أمور الحكم لزوجته ماريا Maria Carolina• وبتوجيه من رئيس وزرائها (وزيرها الأول) وعشيقها السير جون أكتون John Acton أدارت ماريا سياسة نابلي من مناصرة الحكم الأسباني إلى مناصرة الحكم النمساوي، إلى مناصرة إنجلترا في سنة 1971• وفي هذه الأثناء كان البارونات الإقطاعيون يستقطعون كل عائد من الفلاحين المنهكين، وسادت الرشوة، وساد الفساد في البلاط وفي طبقة الموظفين والقضاة وكانت الضرائب باهظة وكانت تقع في الأساس على كاهل الطبقات الدنيا، وأصبح سكان المدينة يتصرفون كالبرابرة بسبب الفقر، لقد اعتادوا الفوضى والجريمة لا يكبحهم سوى العدد الوافر من رجال الشرطة ورجال الدين الظلاميين الماهرين في إظهار المعجزات• (في كنيسة الكائدرائية، كانت رفات القديس جنيوار يوس Januarius تنزف دما في كل عام)• وجرت العادة أن تتسامح الكنيسة مع خطايا الجسد، فهذه الخطايا هي الرفاهية الوحيدة المسموح بها للفقراء• وفي أيام الكرنفالات ينظر الناس للوصية السادسة من الوصايا العشر باعتبارها قيدا لالزوم له يتنافى مع الطبيعة البشرية.
ومع هذا فقد كانت الملكة تغار من كاترين الثانية الروسية التي كان حولها كثير من الفلاسفة رهن إشارتها، لذا فقد رعت الفنانين والدارسين وأساتذة الحكمة حتى لو لم تكن تعرف شيئا عن الفن والبحث والحكمة• وهو احتمال وارد، لذا فقد كان في نابلي كثير من الرجال النساء الذين يؤمنون بالأفكار العصرية، وربما فاق عددهم ما هو موجود في أية مدينة إيطالية أخرى (3) وقد تابع كثيرون منهم بأمل صامت الأخبار التي أتت من باريس والتي تفيد أن الفرنسيين قد اجتاحوا سجن الباستيل واستولوا عليه.

## التوحيد (1814 إلى 1861)

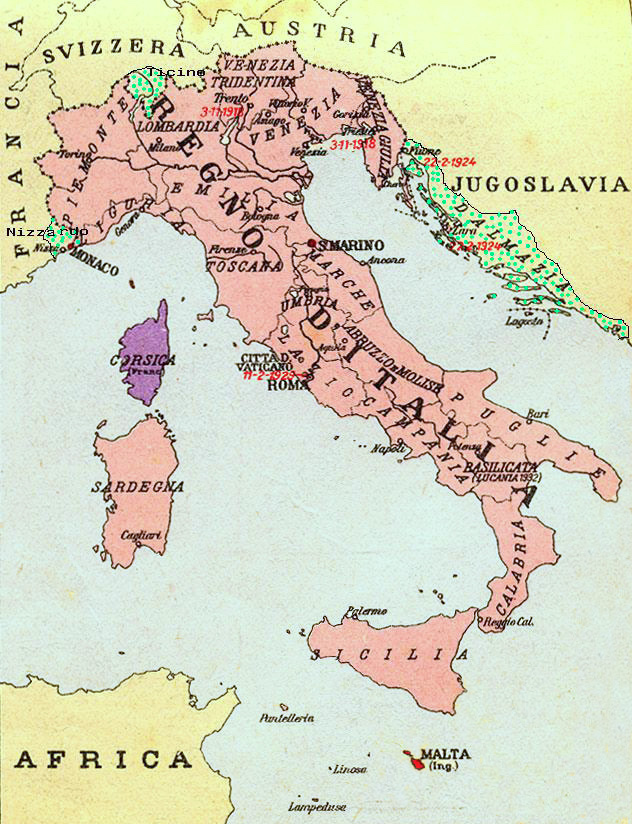
Map of the regions of Italy after the unification process in 1920. In color are the areas still "irredent": Malta in red, Corsica in purple, Dalmatia in yellow/green, Nizza and Ticino in yellow/green.

The Risorgimento was the political and social process that unified different states of the شبه الجزيرة الإيطالية into the single nation of إيطاليا.
It is difficult to pin down exact dates for the beginning and end of Italian reunification, but most scholars agree that it began with the end of نابليون الأول rule and the مؤتمر فيينا in 1815, and approximately ended with the الحرب الفرنسية البروسية in 1871, though the last وحدوية did not join the مملكة إيطاليا until the Italian victory in الحرب العالمية الأولى.

### إيطالية في أعقاب مؤتمر فيينا 1815
حاول المؤتمرون في فيينة تخطي كل ما طرحته الثورة الفرنسية من آراء وما نتج عن قيامها من أحداث وذلك بالعودة إلى ما قبل قيامها، فجاءت قرارات المؤتمر انتصاراً للرجعية الأوربية، إذ تقرر أن يسترد البابا مافقده من أملاك، وأن يسترد آل بوربون أملاكهم في إيطالية، وأن تعود الإمارات الإيطالية إلى أمرائها، عدا ما خصص للنمسة وبيمونتي. ومن الطبيعي أن الفئات الوحدوية لم تكن راضية عن ذلك، فنشطت الجمعيات السرية كجمعية الفحامين (الكاربوناري) في نابولي، التي كانت تسعى إلى تحرير إيطالية وتوحيدها.
وقد وجدت أحداث 1830 في فرنسة صدى لها في إيطالية عند الكاربوناري ولكن النمسة قضت عليها، فتألفت جمعية أخرى هي جمعية إيطالية الفتاة التي أسسها جوسبي مازيني وجعلت شعارها «الله والشعب»، وعملت على إعادة الثقة إلى نفوس الإيطاليين، وجعلتهم يؤمنون بأن تحقيق الوحدة يستلزم التضحية بالدم والمال. وكان مازيني جمهورياً، عمل على إشعال الثورة ولكنه أخفق. كما كان هنالك حزب المعتدلين، الذي نادى بتأليف اتحاد من الإمارات الإيطالية بزعامة البابا. والخلاصة أن الاتجاه العام للحركة السياسية آنذاك دفع البابا «بيوس التاسع» إلى القيام ببعض الإصلاحات.
وعندما قامت ثورة 1848 في فرنسة انتقلت عدواها إلى النمسة وفرّ زعيم الرجعية مترنيخ [ر]، وعمت الثورة لومباردية وميلانو، ثم امتدت إلى بقية أقاليم شبه الجزيرة فطردت البندقية النمسويين وأعلنت الجمهورية، في حين أعلن شارل ألبير ملك بيمونتي الحرب على النمسة، لكن الخلاف دبَّ بين الإيطاليين من جمهوريين وملكيين ومعتدلين مما سمح للنمسة بالإجهاز على الحركة. فهزمت شارل ألبير في معركة نوفارا 1849، فاضطر إلى التنازل عن العرش لابنه فيكتور عمانوئيل، وأرسل لويس نابليون حملة قضت على جمهورية رومة وأعادت النمسة النظام القديم إلى توسكانية وسقطت البندقية وعاد الحكم الرجعي يسيطر على إيطالية.

### الوحدة الإيطالية (1814 إلى 1861)

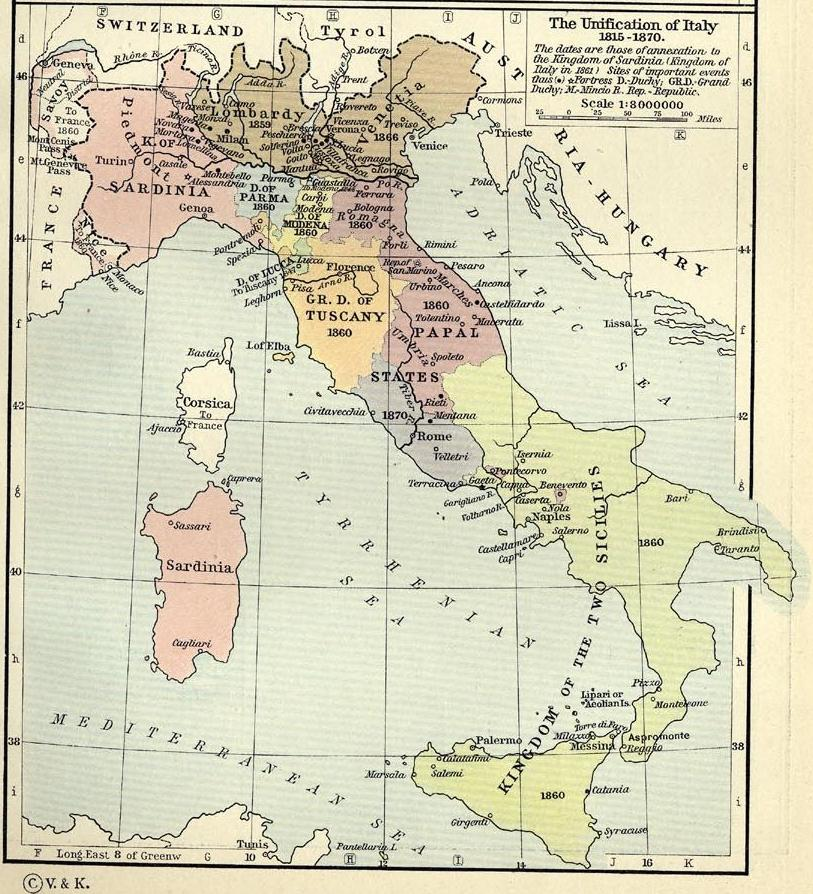
عملية توحيد إيطاليا

إن التضحيات التي قدمتها مملكة بيمونتي ـ سردينية، جعلت الجماهير الوحدوية تلتف حولها، ولقد وجدت في مليكها الشاب فكتور عمانوئيل ضالتها المنشودة لتحقيق الوحدة، إذ كان معروفاً بأفكاره التحررية وعطفه على الجمعيات والأحزاب الوحدوية، ولقد قيض له شخصية ممتازة وهي كاميلو كاڤور (1810-1861) Camillo Cavour، فقد حاول كافور أن يجد حليفاً له للتخلص من سيطرة النمسة، فانضم إلى التحالف الفرنسي ـ الإنكليزي عند نشوب حرب القرم وأرسل نحو خمسة عشر ألف جندي للقتال. وفي مؤتمر الصلح الذي عقد في باريس سنة 1856 تمكن كافور من تدويل القضية الإيطالية وكسب عطف نابليون الثالث. وعلى هذا النحو مر تحقيق الوحدة الإيطالية بعدة مراحل وهي:
أـ مرحلة الحرب مع النمسة وضم لومباردية: في 5 مارس 1859 أصدرت حكومة كافور مرسوماً بالتعبئة العامة، مما أثار النمسة فأرسلت إنذاراً تطلب فيه من حكومة بيمونتي نزع السلاح فوراً، وفي مدة أقصاها ثلاثة أيام. تجاهل كافور الإنذار إذ وجد فيه الفرصة السانحة لجر فرنسة لدخول الحرب معه، وسارع الإمبراطور الفرنسي على رأس جيشه إلى إيطالية، وهزم مع قوات بيمونتي الجيش النمسوي في عدة معارك وبدأ المفاوضات مع النمسة، واتفق الطرفان على أن يتنازل امبراطور النمسة عن لومباردية إلى فرنسة التي تتنازل عنها بدورها إلى مملكة سردينية، وأن تبقى البندقية والمناطق الجبلية في شمال شرقي إيطالية تحت السيادة النمسوية على أن تكون جزءاً من الاتحاد الإيطالي الذي يجب أن يرأسه البابا. واتفق كافور مع نابليون على إجراء استفتاء في ولايات الوسط، التي انضمت إلى سردينية في حين انضمت نيس وسافوا إلى فرنسة. وبادر الوطنيون في صقلية إلى إشعال الثورة في بالرمو (1860).
ب ـ گاريبالدي وتحرير صقلية: جمع گاريبالدي 1080 متطوعاً من جنوة وألبسهم قمصاناً حمراء وعبر بهم إلى صقلية حيث هزم جيش نابولي، ثم غزا نابولي ودخلها وحرر مع جيش الملك فكتور عمانوئيل الحصون الشمالية، في حين توجه كافور بجيش لقتال جيش البابا وانتصر عليه واحتل الأملاك البابوية عدا رومة، وفي 18 شباط 1861 اجتمع المجلس النيابي الجديد ونودي بفكتور عمانوئيل ملكاً على إيطالية.
ج ـ ضم البندقية ورومة: تم ضم البندقية إلى إيطالية الموحدة إثر مساعدة إيطالية لروسية في حربها مع النمسة (1866). في حين ضمت رومة إثر الحرب بين فرنسة وبروسية عام 1870، إذ اضطرت فرنسة إلى سحب حاميتها من رومة، فسارع الإيطاليون إلى دخولها في 20 أيلول 1870 مما أغضب البابا الذي لم يقبل بالتنازل عن سلطته المدنية واعتبر نفسه سجين الفاتيكان، وطلب من الكاثوليك مقاطعة الحكومة الإيطالية.

### إيطالية حتى الحرب العالمية الأولى
واجهت إيطالية بعد توحدها بعض المشكلات التي نجمت عن الوضع الجديد للبلاد، كتعديل قانون الانتخابات وتوحيد الأنظمة الإدارية للبلاد في محاولة للتقريب بين ولايات الشمال الصناعية الأكثر تقدماً ورقياً، وولايات الجنوب الزراعية الأكثر تخلفاً ثقافياً واجتماعياً. وحاولت حلَّ المشكلة البابوية، كما واجهت مشكلة النمو السكاني وخاصة في الجنوب مما أدى إلى هجرة كبيرة من البلاد وخاصة إلى الولايات المتحدة الأميركية. إضافة إلى مواجهة ازدياد نشاط العصابات المنشقة وخاصة في نابولي وصقلية. كما عملت الحكومة على تشجيع الصناعة والزراعة وبناء أسطول تجاري ضخم، وأممت بعض القطاعات كالسكك الحديدية وشركات التأمين على الحياة، وعملت على تخفيف الأزمات الاقتصادية ورفع سوية المواطنين مادياً ومعنوياً، كما انطلقت تفتش عن مستعمرات لها أسوة بباقي الدول الأوربية، فبسطت نفوذها على ميناء عصب على البحر الأحمر، وأخذت تتوسع في إريترية Eritria، ثم استولت عام 1889 على مستعمرة أخرى في الساحل الشرقي لإفريقية سميت بالصومال الإيطالي، وبذلك أحاطت إيطالية بالحبشة (إثيوبية) من الشمال والشرق، وراحت تدعي أن الحبشة محمية لها، مما أدى إلى قيام الحرب بين الطرفين وهزيمة الطليان في معركة عدوة (1896) واعترافها باستقلال الحبشة، وقد توجهت إيطالية بأنظارها نحو الشمال الإفريقي منتهزة فرصة انشغال الدولة العثمانية بحروب البلقان فاحتلت طرابلس الغرب (1911-1912)، بعد أن مهدت دولياً لذلك.

## الملكية والفترة الفاشية (1861 - 1945)

### الحرب العالمية الأولى
إيطالية والحرب العالمية الأولى
عندما بدأت سحب الحرب تتلبد في سماء أوربة، كان الرأي العام الإيطالي يحبذ الوقوف على الحياد، في حين كانت الحكومة الإيطالية تخضع لضغوط سياسية وإغراءات من المعسكرين لجرها إلى الحرب، ولكنها في 3آب1914 أعلنت حيادها، وانقسم ساستها بين مؤيد ومعارض فأخذت الحكومة تساوم المعسكرين. وأخيراً وقّعت في 26نيسان1915 مع فرنسة وإنكلترة وروسية معاهدة لندن السرية التي تحصل بموجبها على إقليم ترنتينو والتيرول الجنوبي بالإضافة إلى تريستة ومعظم جزر دلماسية، وفي حالة تقسيم تركة تركية فسيكون من نصيبها أضالية، كما يسمح لها بالتوسع في مستعمراتها في ليبية وإريترية والصومال عند اقتسام فرنسة وإنكلترة المستعمرات الألمانية. وفي 23أيار1915 أعلنت إيطالية الحرب على النمسة وبدأت القتال في منطقة جبال الألب من دون تنسيق مع حلفائها، فكبدها ذلك خسائر كبيرة في الأرواح، ومنيت إيطالية بنتيجة الحرب بخسائر بلغت 615.000 قتيل، وانهار اقتصادها ورزحت تحت ديون طائلة.
وفي 10 أيلول 1919 وقَّعت إيطالية معاهدة سان جرمان مع النمسة وأخذت بمقتضاها تريستة وايستري وترنتينو.
وأسفرت انتخابات 1919 عن أكثرية للاشتراكيين والكاثوليك، ولم يستطع الحزبان التفاهم على برنامج مشترك، فانفصل المتطرفون ومن بينهم موسوليني[ر] مع جماعته من المحاربين القدامى ليشكلوا حزباً جديداً في ميلانو في 23مارس1919 باسم الحزب الفاشي مستغلين أوضاع مابعد الحرب من ضائقة اقتصادية وبطالة.

### الفاشية والحرب العالمية الثانية

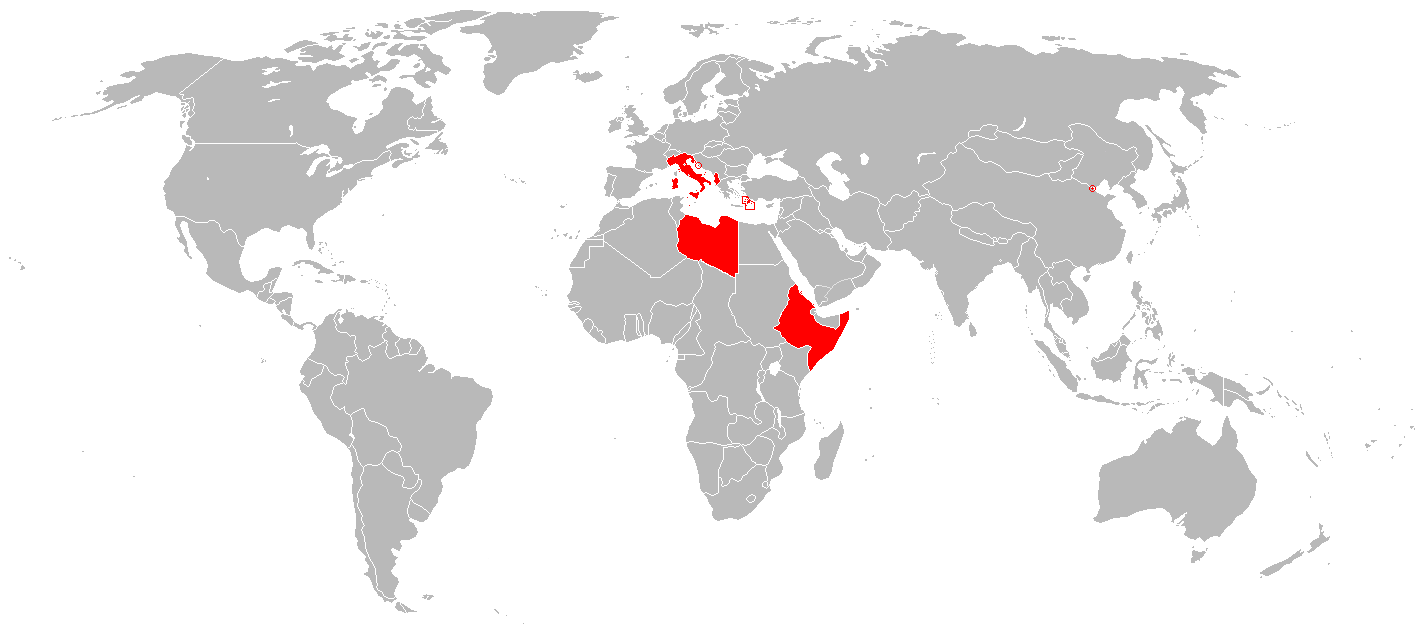
The الإمبراطورية الاستعمارية الإيطالية in 1939

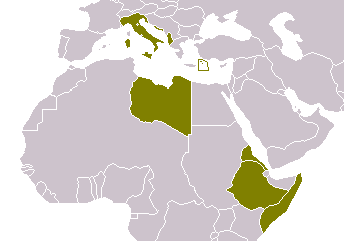
The الإمبراطورية الاستعمارية الإيطالية in 1940

طرحت الفاشية مبادئ وشعارات جعلت منها عقيدة استقطبت حماسة الشباب فكانت تدعو إلى تمجيد القوة والعمل، ومركزية الدولة، ومعاداة النظام البرلماني ومحاربة الشيوعية، ولاقى موسوليني تأييداً من رجال الصناعة والمال، وجعل من فرق «القمصان السوداء» أداة للبطش والتخلص من خصومه السياسيين، وأصدر أوامره إلى تلك الفرق في 28 تشرين الأول1921 بالزحف على رومة، فاضطر الملك إلى استدعائه من ميلانو وتكليفه تشكيل الوزارة بالاشتراك مع الوطنيين.
ظهر موسوليني مدة حكمه (1922-1945) بمظهر المعتدل والراغب في الإصلاح مما طمأن الحياديين وجعلهم يتعاطفون معه. وكان مؤمناً بأن الدولة هي التي تصنع الأمة، وليس العكس، وذلك بأن يكون على رأسها زعيم قوي يجمع بيده السلطات ليصنع الأمة التي يريد، وقد أعطى لنفسه هذا الحق فأوجد في عام 1923 المليشيا الفاشية، كما عمل على صهر الحزب الوطني في حزبه. وفي انتخابات 1924 حصل موسوليني مع الوطنيين على 64,9% من أصوات الناخبين وأصبح رئيساً للحكومة، وبدأ يجمع السلطات في يده، فحل النقابات الكاثوليكية والشيوعية وجميع الأحزاب غير الفاشية، وأخذ بإبعاد المناوئين له من أجهزة الدولة، ونفى الكثير من خصومه أو أرسلهم إلى مراكز الاعتقال، وسخر الصحافة لمآربه، كما عمل فيلسوف الفاشية جيوڤاني گانتيله Giovanni Gentile على إصلاح النظام المدرسي والجامعي، ونظم الشباب في تشكيلات ذات صفة عسكرية لتأهيلهم رياضياً وتثقيفهم بعقيدة الحزب السياسية.
وفي 11 شباط 1929 تم توقيع اتفاقية لاتران Lattran التي أنهت الخلاف مع الكرسي البابوي. كما عملت إيطالية على استصلاح الأراضي الزراعية وزيادة الإنتاج (معركة القمح) واستغلت مساقط المياه وعملت على زيادة الإنتاج الصناعي وتخفيض التكاليف وشجعت النمو السكاني ووضعت حداً للهجرة الخارجية.
أما على الصعيد الخارجي فقد غزت القوات الإيطالية إثيوبية (الحبشة) في 3تشرين الأول1935 ودخلت العاصمة أديس أبابا، وحصل الملك الإيطالي على لقب امبراطور إثيوبية إضافة إلى لقبه، كما قام موسوليني في 16آذار1937 بزيارة ليبية متقرباً من سكانها ومعلناً ميله وصداقته للمسلمين. وفي تشرين الثاني1937 انضمت إيطالية إلى التحالف المعادي للشيوعية والمكون من ألمانية واليابان، ثم انسحبت من عصبة الأمم، وعندما قامت الحرب الأهلية في إسبانية، ساعدت إيطالية فرانكو، وبعد أن احتلت ألمانية تشيكوسلوفاكية سارعت إيطالية إلى توقيع تحالف عسكري مع ألمانية. وفي 10 حزيران 1940 أعلنت إيطالية الحرب على فرنسة وبريطانية ثم على روسية وأخيراً على الولايات المتحدة الأميركية في 11 كانون الأول 1940.
وفي السنوات الأولى من الحرب العالمية الثانية نجح الحلفاء في إنهاء الوجود الإيطالي في شرقي إفريقية وإريترية، وأخذت القوات الإيطالية تتراجع ثم استسلمت في 12آذار1943. وفي شهر حزيران نزلت قوات الحلفاء في جزيرة صقلية وسقطت بالرمو (بالرم). وفي 3أيلول1943 أعلنت إيطالية أنها استسلمت دون قيد أو شرط، وتم عزل موسوليني، وعين الملك المارشال بيترو بادوليو Pietro Badoglio بدلاً عنه فدخل في مفاوضات مع الحلفاء ووقع الهدنة معهم في 29أيلول1943، ولقد تمكن الألمان من إنقاذ موسوليني وطلبوا منه تأليف حكومة جديدة، في حين أعلنت حكومة بادوليو الحرب على النازيين، وتابعت جيوش الحلفاء تقدمها فاحتلت رومة في 4حزيران1944، وتجمعت الأحزاب المعارضة للفاشية في منظمة التحرير الوطني وبدأت تنظم حرب العصابات.
حاول موسوليني الهرب إلى سويسرة، لكن «الأنصار» اعتقلوه ونُفذ فيه حكم الإعدام مع خليلته وخمسة عشر من قادة حزبه في 28نيسان1945. وفي 9أيار 1946 تخلى الملك فكتور عمانوئيل الثالث عن العرش وجاءت نتائج الاستفتاء في 2حزيران1946 مؤيدةً للجمهورية.

### بعد الحرب العالمية الثانية
خرجت إيطالية من الحرب محطمة القوى، منهارة الاقتصاد، تسودها البطالة وتعج ساحاتها بالمشردين ممن هدمت الحرب بيوتهم، وكان على حكومة مابعد الحرب التي تألفت من ممثلي الأحزاب التي قاومت الفاشية (الحزب الشيوعي، الديمقراطي المسيحي، الحزب الاشتراكي) أن تعالج هذا الوضع السيئ وأن تجري انتخابات لمجلس تأسيسي. في 2حزيران1946 أسفرت الانتخابات عن فوز الحزب الديمقراطي المسيحي ونص الدستور الجديد على وجود مجلسين أحدهما للنواب والآخر للشيوخ، وأن يجتمع المجلسان لانتخاب رئيس الجمهورية ولمدة سبع سنوات. وفي انتخابات المجلس التشريعي عام 1948 فازت الكتلة المحافظة تحت شعار معاداة الشيوعية، وبمساندة الولايات المتحدة الأمريكية. وما لبثت إيطالية أن انضمت إلى حلف شمالي الأطلسي في ربيع 1949 ثم أخذت تلتفت إلى حل بعض المشكلات المعلقة، فوقعت اتفاقاً مع يوغسلافية عام 1953 بشأن الحدود بينهما وأصبحت تريستة ميناءً حراً.
وتتالت إبان العقدين الأخيرين من القرن العشرين الأزمات الوزارية وبرز إلى الوجود حزب جديد هو الحزب الاشتراكي الإيطالي، كما برز تنظيم سري يساري يحمل اسم الألوية الحمراء عُدّ مسؤولاً عن التعديات على الأمن والانتهاكات للنظام والتي ذهب ضحيتها مايزيد على خمسمئة قتيل.
وقد عانت إيطالية مابعد الحرب مشكلات عدم الاستقرار لشدة تنازع التيارات السياسية فيها تلك التي راوحت مابين الشيوعية والاشتراكية بأجنحتها المتعددة، والديمقراطية المسيحية والليبرالية، بالإضافة إلى الحركات المتطرفة اليمينية الملكية من جهة، والحركات الثورية اليسارية من جهة أخرى.

### الجمهورية الثانية (1992-الحاضر)
نظام الحكم الحاضر في إيطالية جمهوري منذ عام 1946، يعتمد على دستور عام 1948، وبرلمانها مؤلف من مجلس للنواب عدد أعضائه 630عضواً، ومجلس شيوخ عدد أعضائه 325عضواً، منهم عشرة أعضاء دائمي العضوية مدى الحياة. والانتخابات للبرلمان تجري كل خمس سنوات، وسبع سنوات لانتخاب رئيس البلاد وهو كارلو أزيليو تشامپي Ciampi منذ عام 1999. وتقسم إيطالية إدارياً إلى 20 محافظة منها خمس محافظات تتمتع بإدارة خاصة.
ومن مظاهر السياسة الإيطالية كثرة الأحزاب والمنافسات الحادة بينها في العصر الحديث ومايتبعها من قصر مدة بقاء الوزارات لتكرار حجب الثقة عنها ومن ثم استقالتها. وكذلك وجود حركة «رابطة الشمال» التي تنادي بانفصال الشمال عن إيطالية على غرار ما حصل في تشيكوسلوفاكية عام 1993، الأمر الذي لم يتحقق.

## خرائط التطور التاريخي لإيطاليا

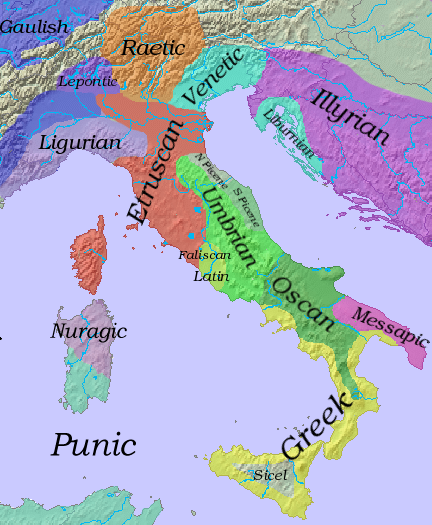
Iron Age Italy
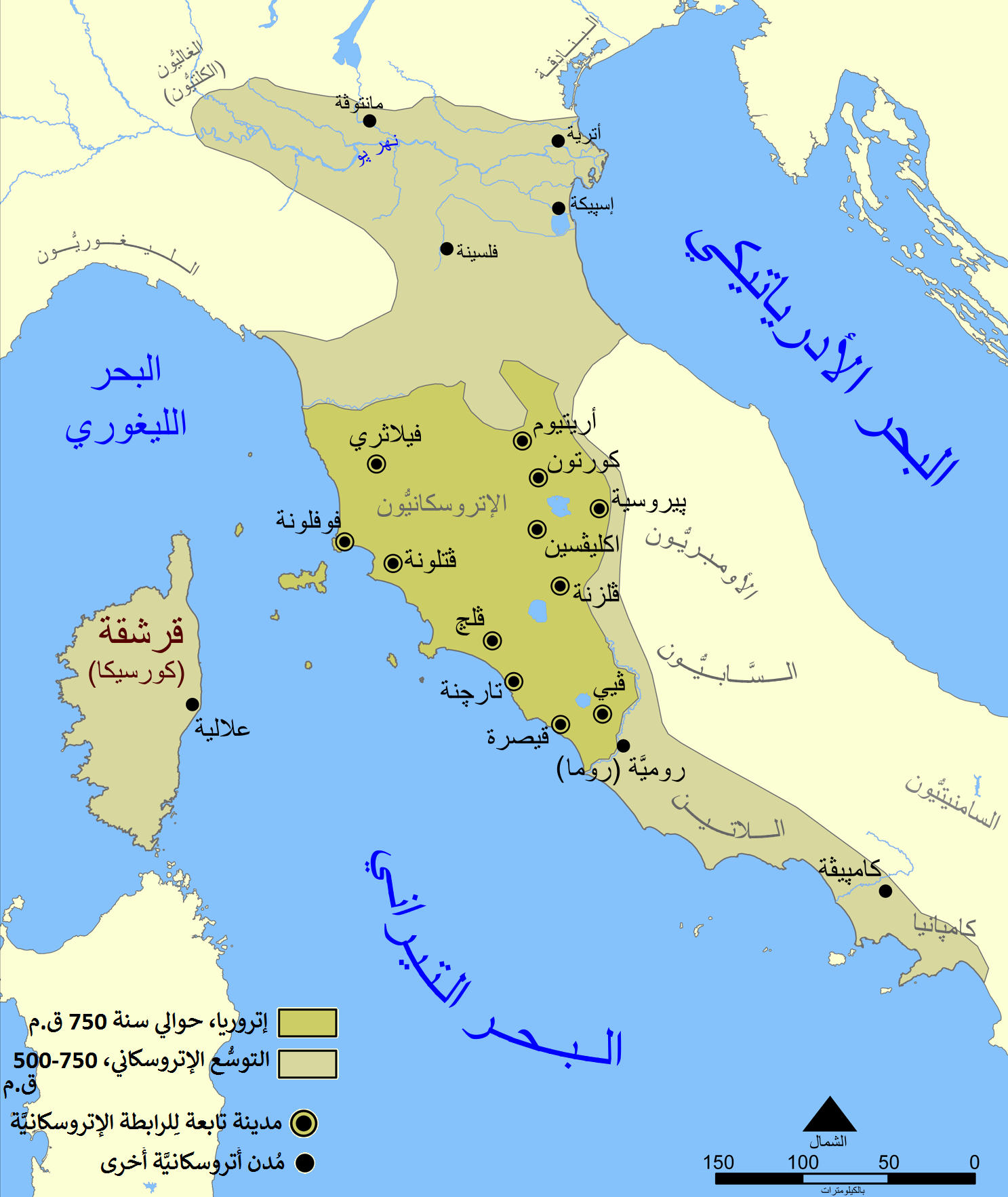
الحضارة الإتروسكانية of 1200-550 BC
Italy in 400 BC
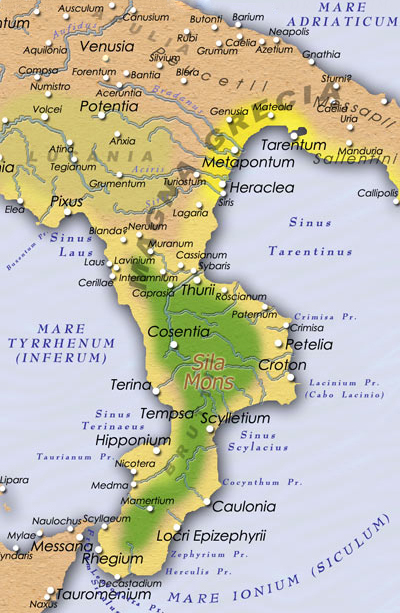
ماجنا غراسيا around 280 BC
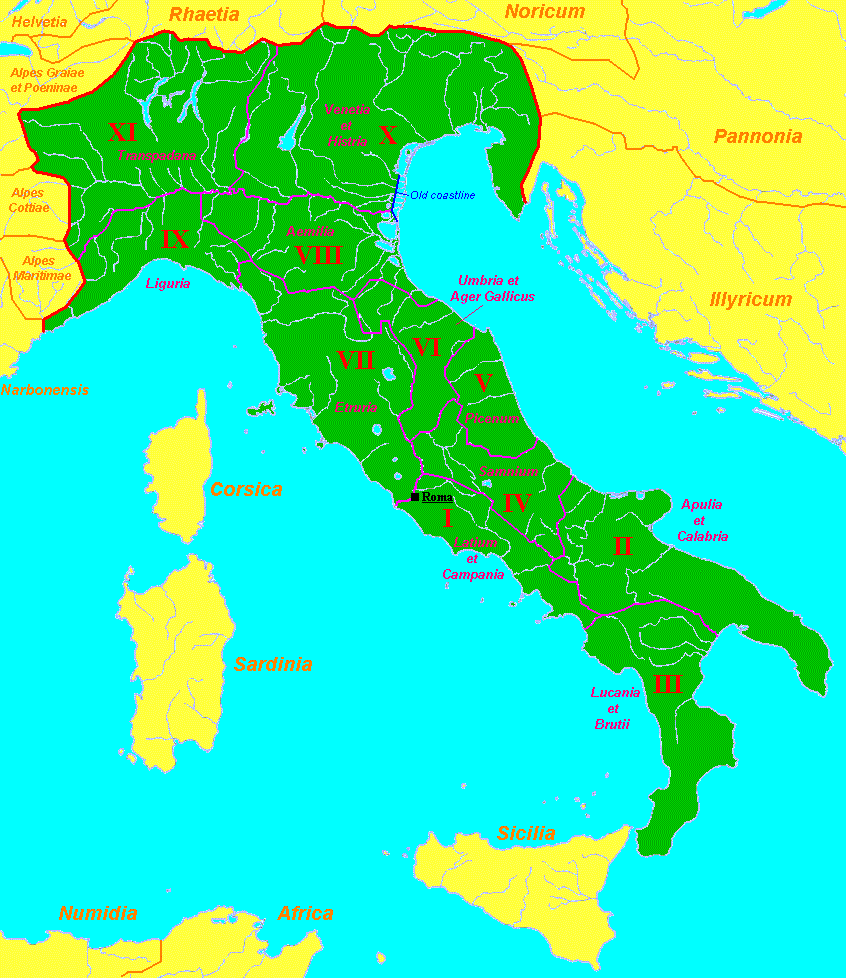
Roman Italy
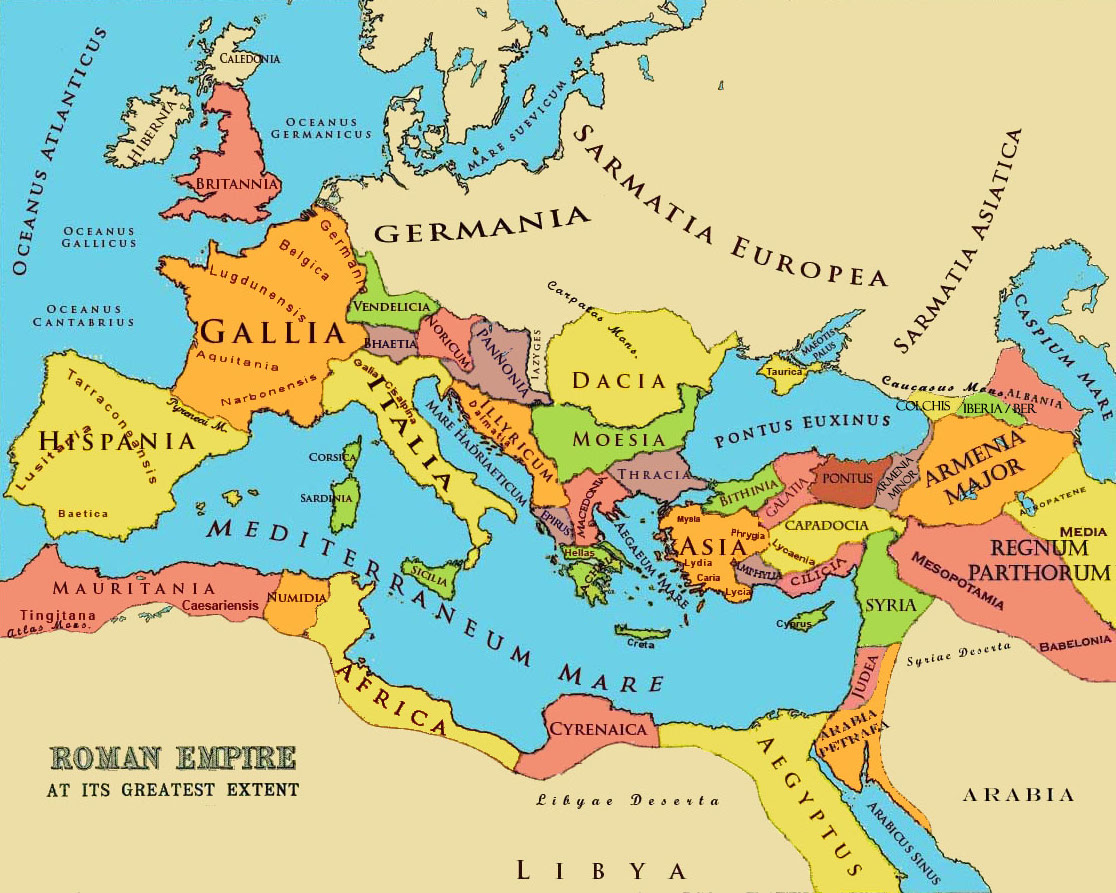
الإمبراطورية الرومانية at its greatest extent
Lombard دوقية بينيفينتو in the 8th century AD
Map of Italy in 1000 AD
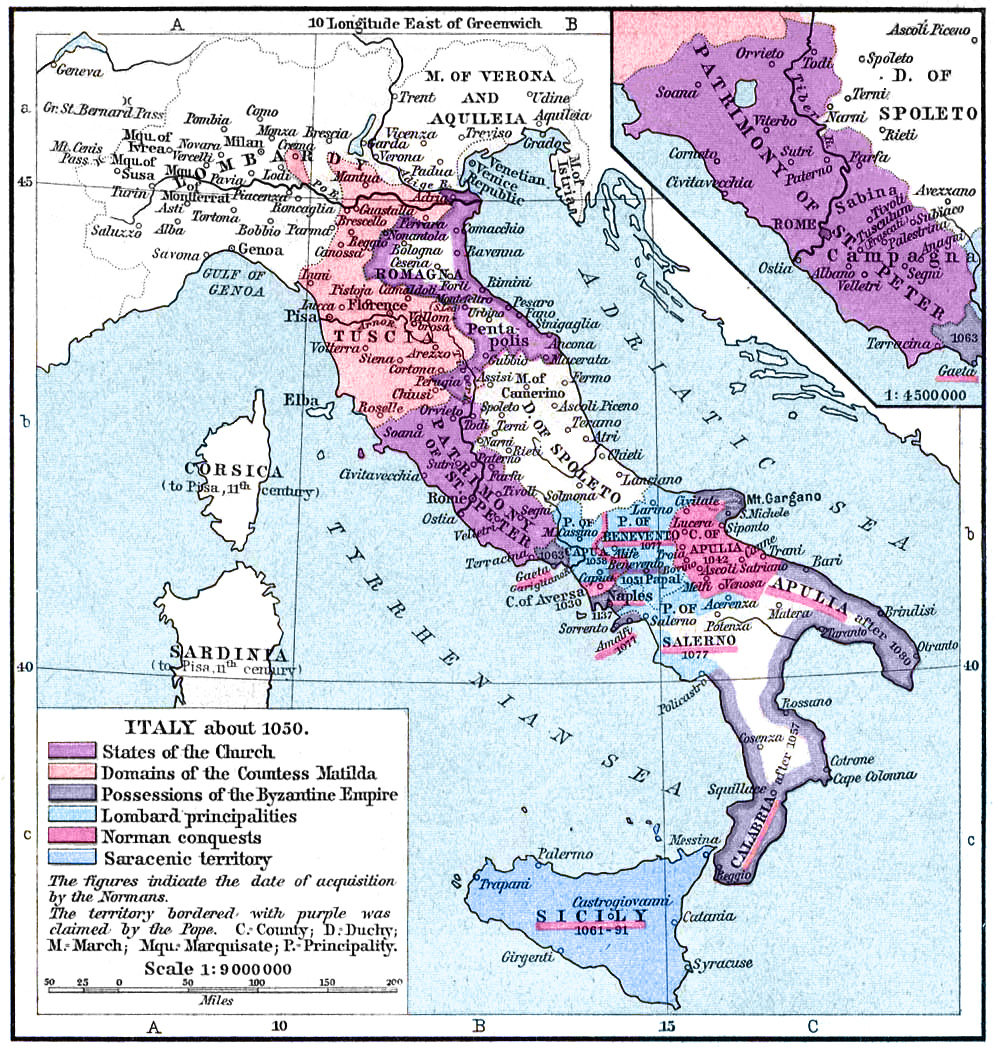
Italy in 1050 AD
Italy and إيليريا in 1084 AD
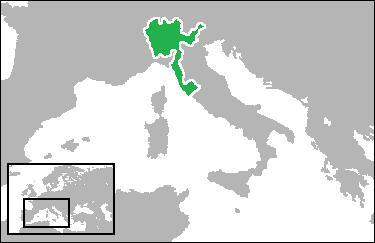
The Duchy of Milan in 1400 AD, at around its greatest extent.
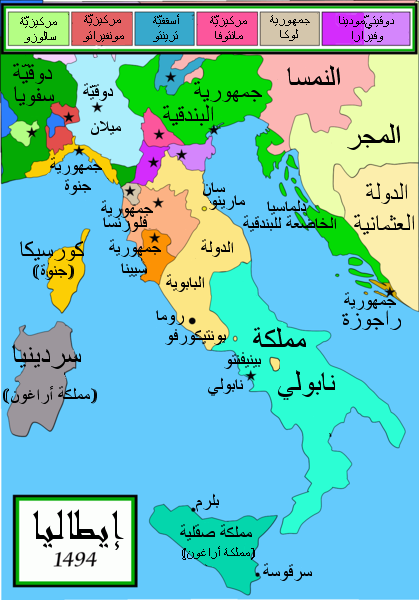
Map of Italy in 1494 AD
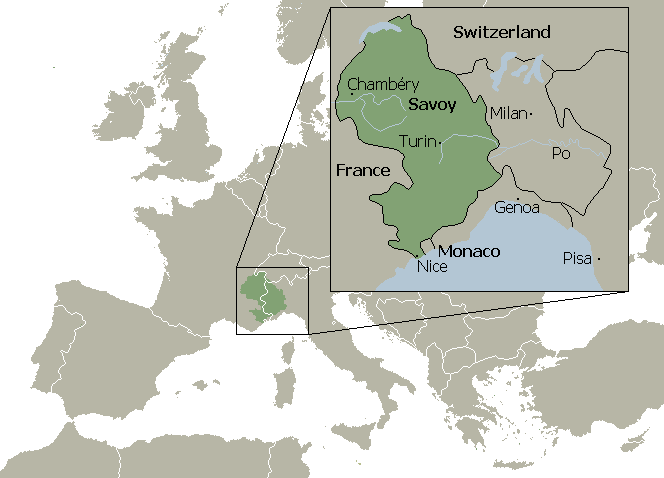
Map of Savoy in the 16th century, with the white lines showing the modern borders
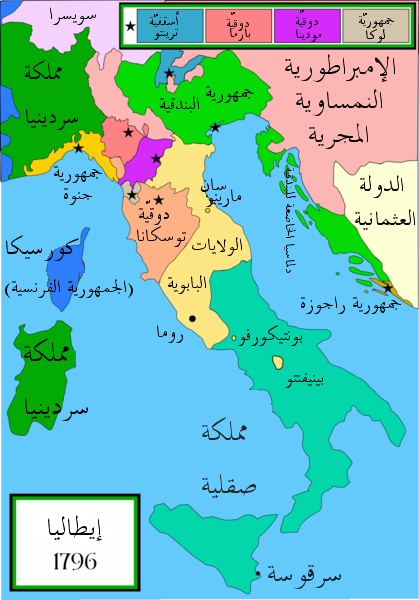
Map of Italy in 1796 AD
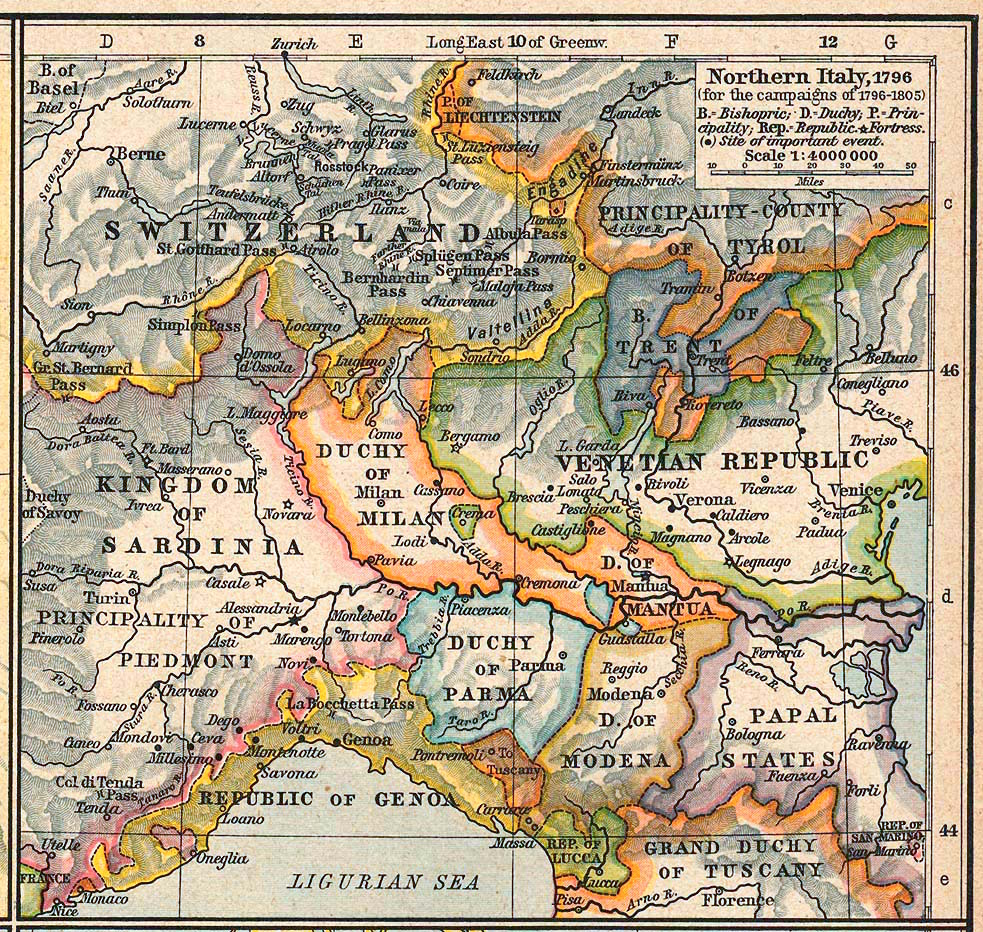
Northern Italy in 1796 AD. The duchies of دوقية ميلانو، دوقية مانتوفا, and دوقية مودينا وريدجو were merged into the الجمهورية الألبية, along with the المفوضيات البابوية (here labelled Papal States) and parts of نوفارا and the جمهورية البندقية.
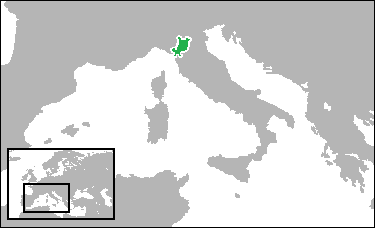
The Duchy of Modena and Reggio in the 19th century.
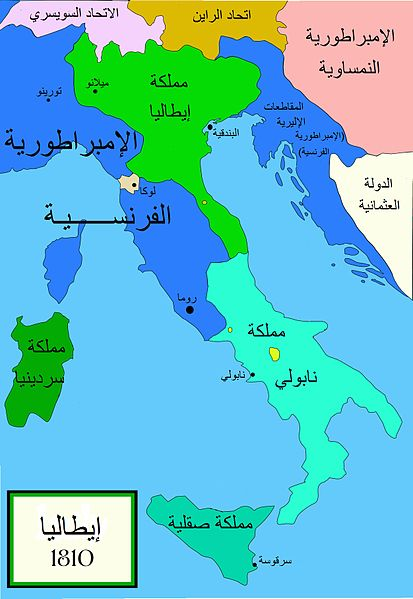
Map of Italy in 1810 AD
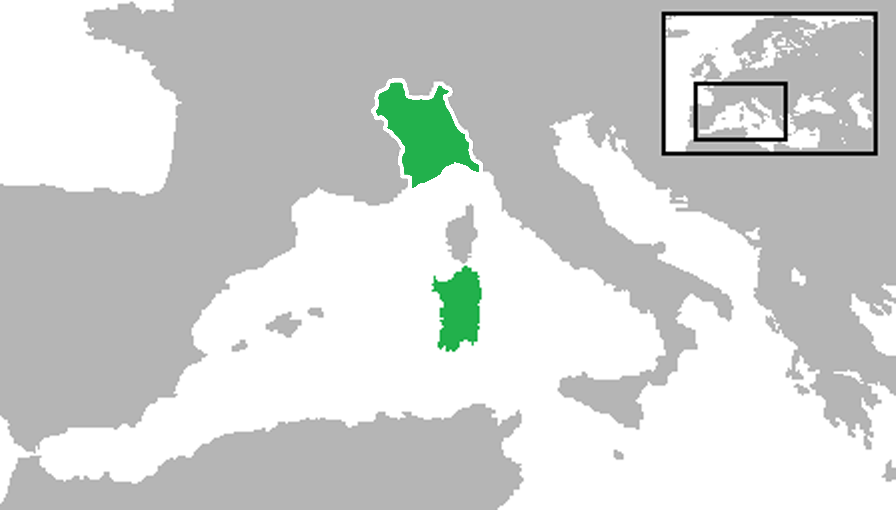
Mainland بييمونتي with منطقة سافوا، نيس، جنوة and the island of سردينيا in 1815 AD.
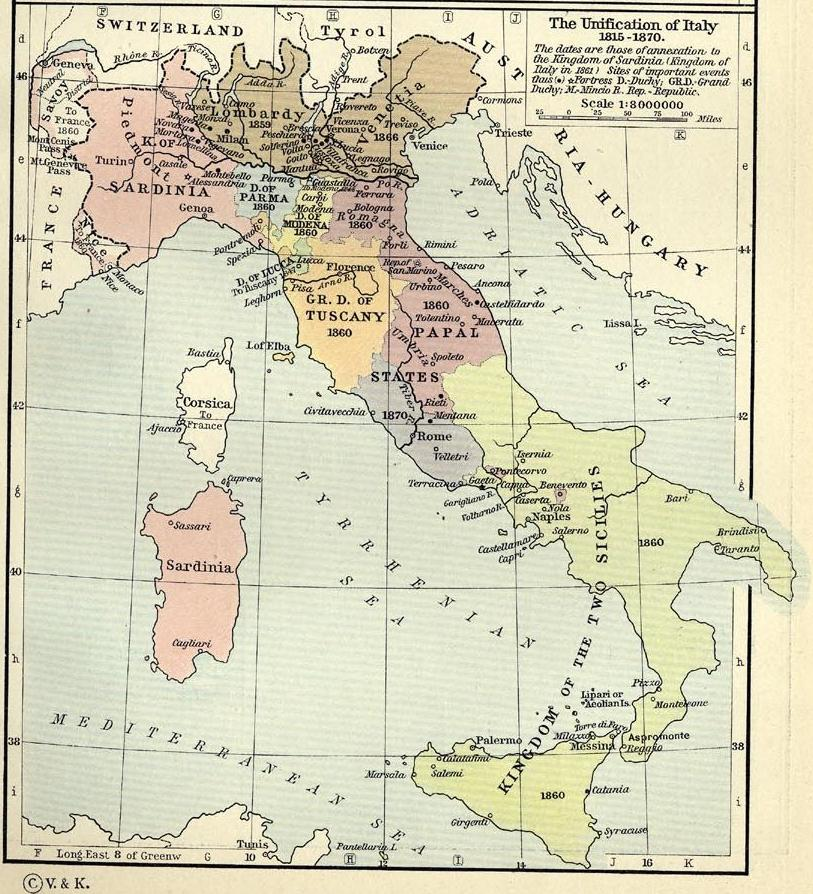
Unification of Italy 1815-1870 AD
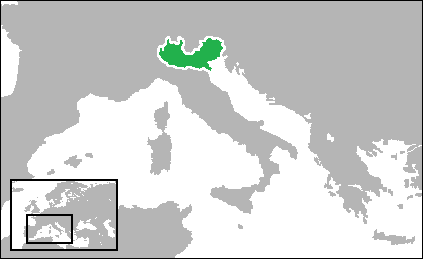
The Kingdom of Lombardy–Venetia between 1815–1866 AD
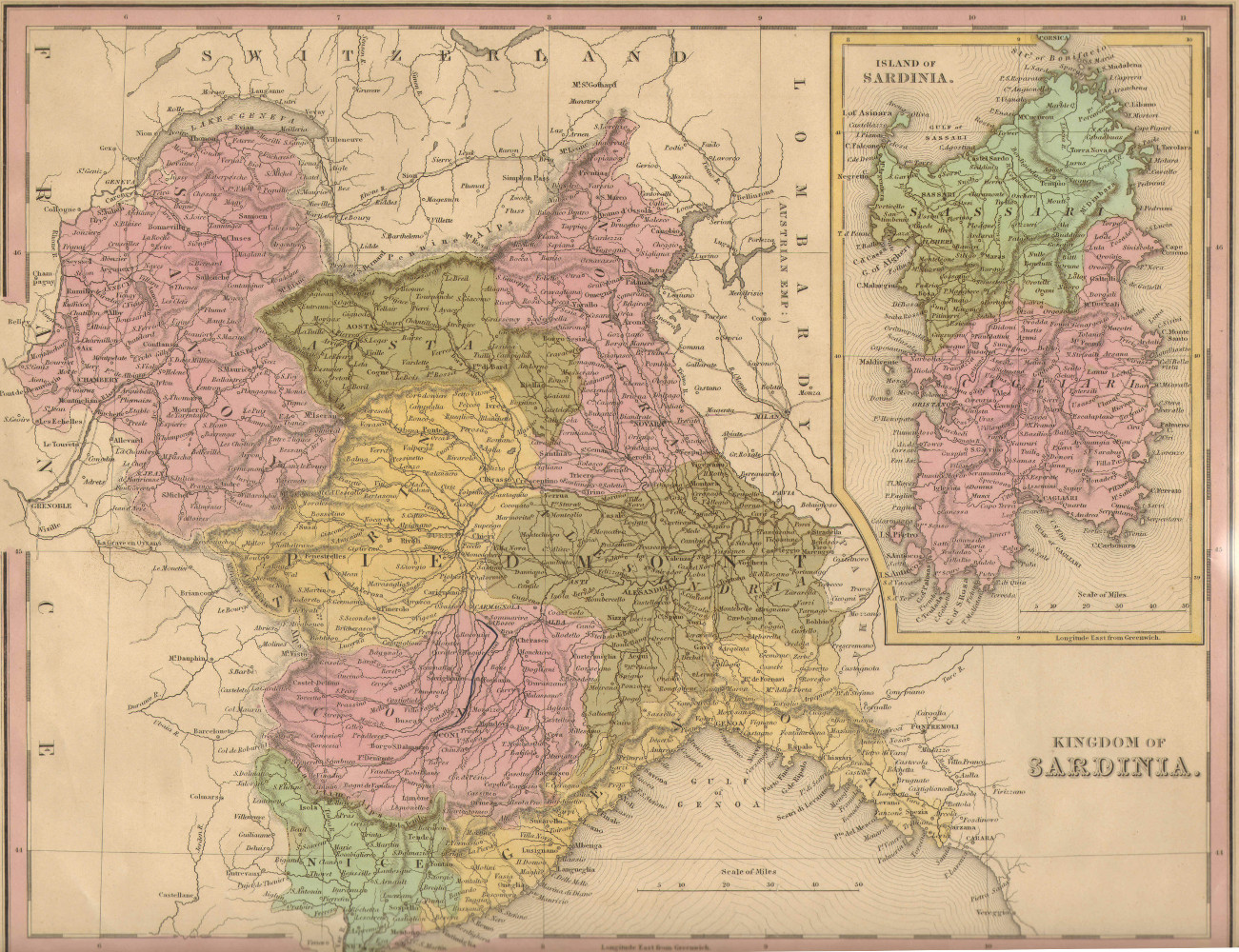
مملكة سردينيا (منطقة سافوا، بييمونتي، ليغوريا، سردينيا etc.) 1839 AD
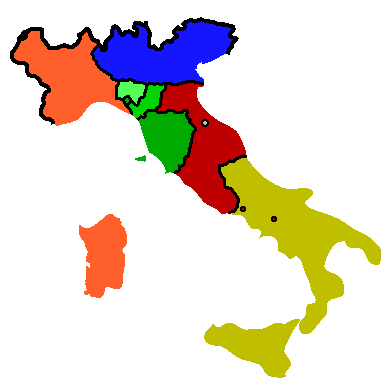
Map of Italy in 1859 AD
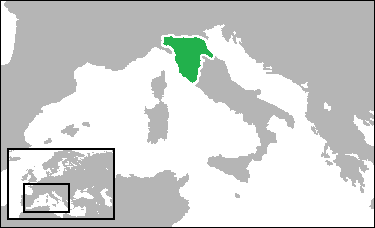
The United Provinces of Central Italy (1859 1860 AD).
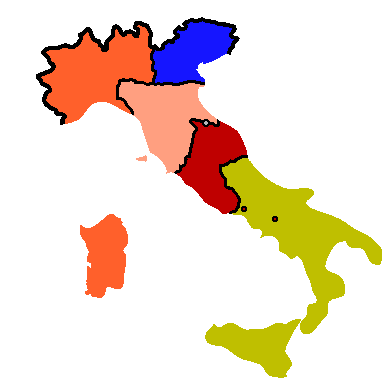
Map of Italy in 1860 AD
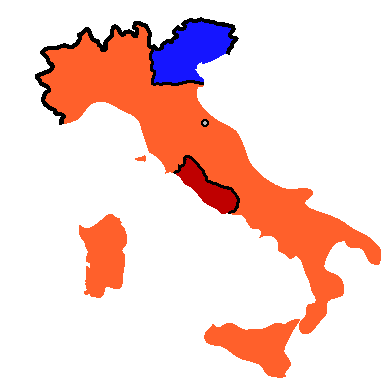
Map of Italian Kingdom in 1861 AD
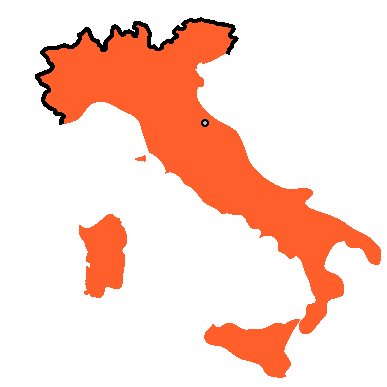
Map of Italian Kingdom in 1870 AD
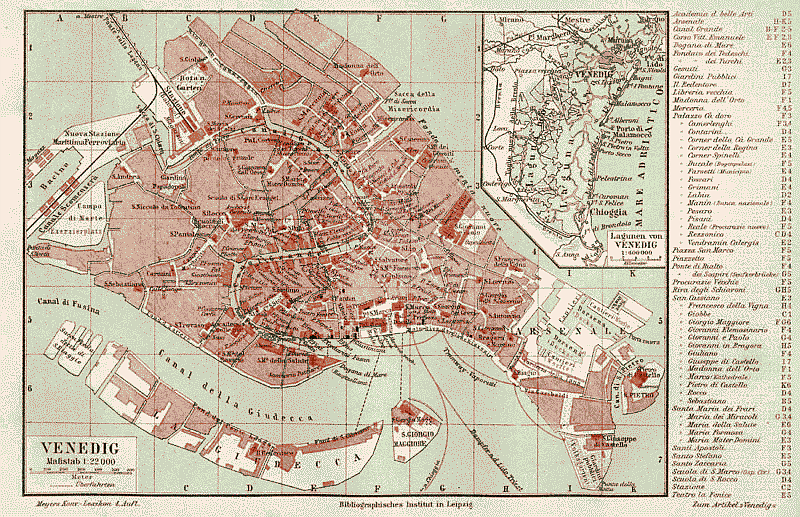
البندقية in 1888 AD
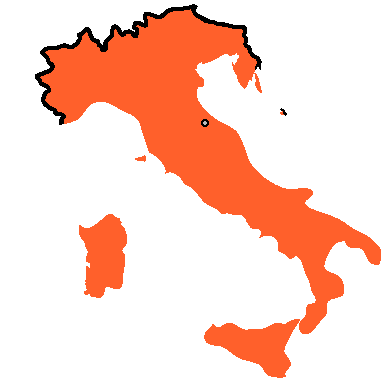
Map of Italian Kingdom in 1919 AD
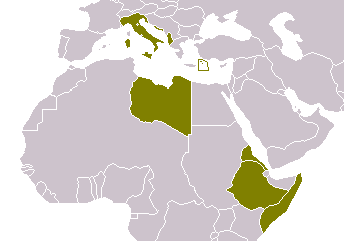
Italian Empire in 1940 AD, notice expansion into دالماسيا
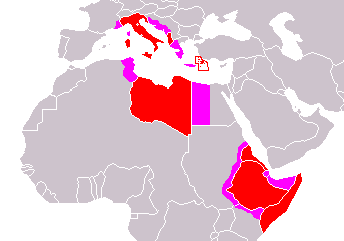
Italian reach, circa 1942 AD, notice expansion into منطقة سافوا and دالماسيا
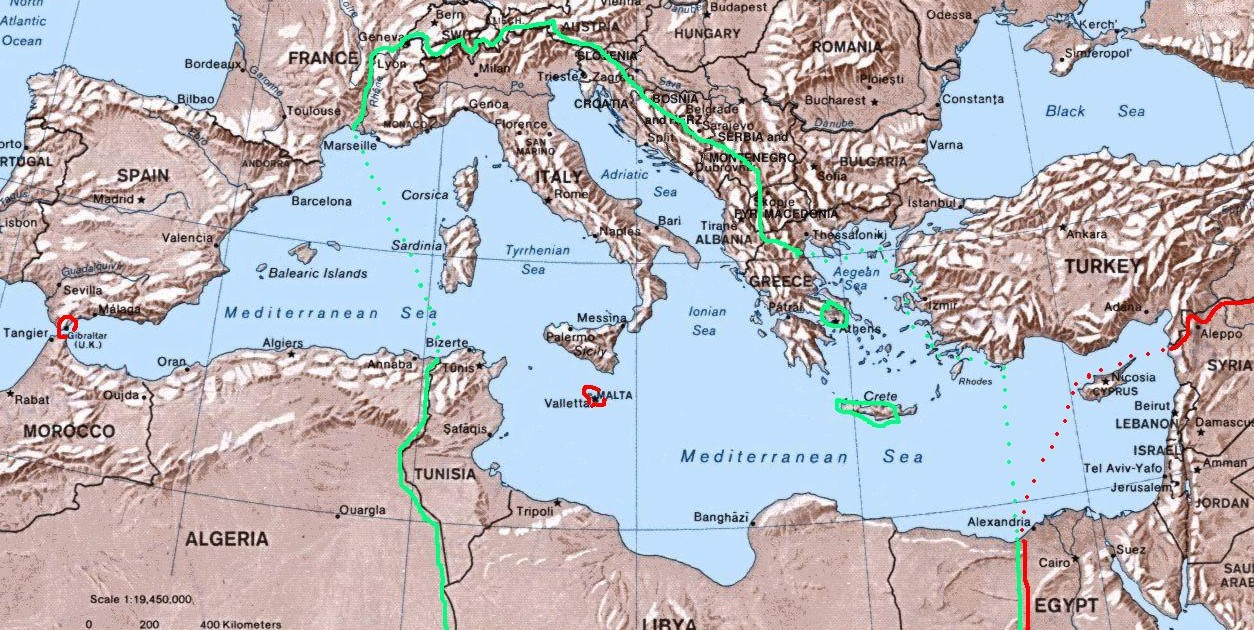
Map of Italian Mediterranean during the summer of 1942 AD
The Italia insulare region
The Mezzogiorno region
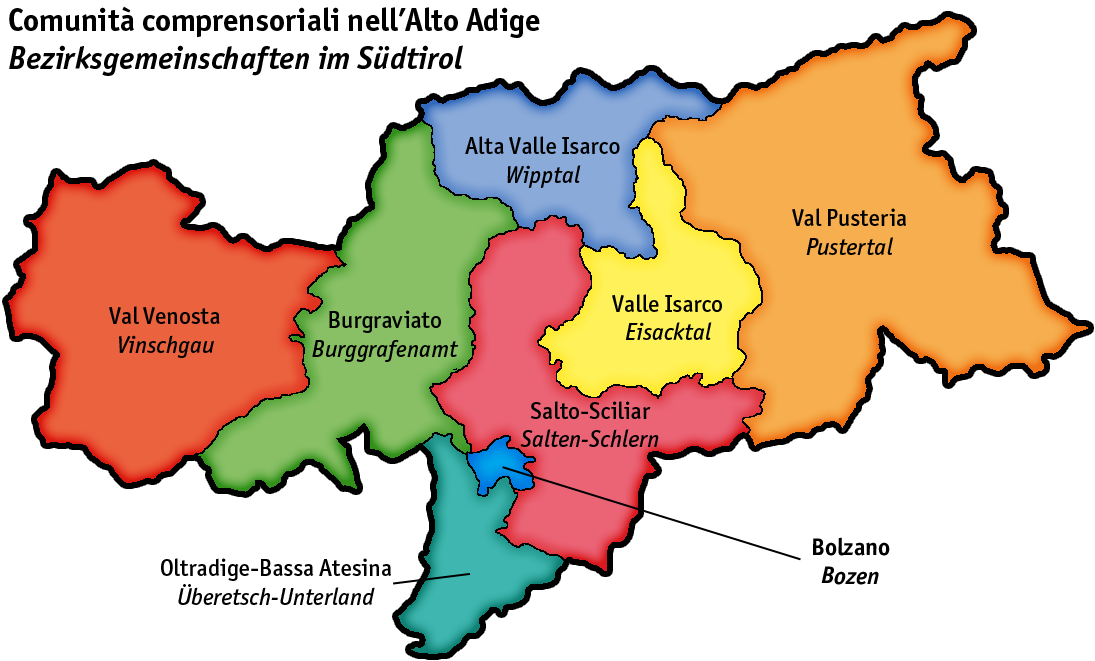
The Alto Adige province